# رز
رُز، وَرد، گل سرخ، گل سوری، یا در فارسی تاجیکی گل صدبرگ، سرده‌ای از خانوادهٔ گل‌سرخیان است که نزدیک به ۱۵۰ گونه دارد. جای اصلی رویش رز خودرو در نیم‌کرهٔ شمالی سیارهٔ زمین است و تاکنون در نیم‌کرهٔ جنوبی رز خودرو دیده نشده‌است. گل رز در بسیاری از بخش‌های ایران به خوبی می‌روید همچنین در بیشتر بخش‌های خاورمیانه، اروپا و روسیه نیز به فراوانی یافت می‌شود. این گیاه برای مصارف صنعتی بیشتر در کشورهای بلغارستان، ترکیه و فرانسه کشت می‌شود. در سال ۱۹۷۹ پژوهشگران در انجمن جهانی رز توافق کردند تا رزها در سه گروهِ رزهای خودرو، رزهای باغی قدیمی و رزهای باغی جدید قرار گیرند. همچنین رزهای انگلیسی نیز به مجموعه‌ای از گل‌های رز باغی قدیم و جدید گفته می‌شود که توسط پرورش دهندهٔ رز انگلیسی، دیوید آستین به وجود آمده‌اند. تاکنون بیش از ۲۰٬۰۰۰ رقم رز نام‌گذاری شده‌است و هرساله صدها رقم جدید نیز به این مجموعه افزوده می‌شود. رز به عنوان ملکهٔ گل‌ها آوازه دارد. پرورش رز تنها برای لذت بردن از زیبایی این گل نیست بلکه از این گل برای عطرسازی، فرآوری چای، مربا، لیکور و بسیاری مواد خوراکی دیگر استفاده می‌شود. 
عطر رز آرامش‌بخش دستگاه عصبی است و در راحت به خواب رفتن انسان کارایی دارد و به همین سبب در رایحه‌درمانی به‌کار برده می‌شود. اسانس رز گران‌ترین اسانس دنیا است و هر گرم آن معادل یک گرم طلا در بازار جهانی قیمت دارد. گل رز از نظر کثرت قرار گرفتن در جایگاه گل ملی مقام نخست را در میان همهٔ گل‌ها دارد و در ۱۰ کشورِ ایران، آمریکا، انگلستان، ایتالیا، رومانی، عراق، عربستان سعودی، مراکش، لوکزامبورگ و بلغارستان به عنوان گل ملی انتخاب شده‌است.

## نام
rose واژه‌ای است فرانسوی از لاتین rosa که واژه‌ای دخیل از یونانی ῥόδον rhódo-n (یونانی آیولی: ϝρόδον wródo-n) است. ریشهٔ نهایی واژهٔ یونانی به صورت نیاهندواروپایی *wrdho- (حالت فونتیک: *wr̥dʰo-) بازسازی شده‌است. واژهٔ یونانی مذکور احتمالاً مستقیماً از نیاهندواروپایی نیست بلکه از طریق فارسی باستان *varda- وارد آن شده‌است. نظریهٔ دیگر این است که واژهٔ یونانی وام‌واژه‌ای از یک زبان تراسی-فریگی (و آن هم برگرفته از نیاهندواروپایی) است، چون رز علاوه بر ایران در مقدونیه و تراکیه نیز می‌روییده‌است. در اوستایی این واژه 𐬬𐬀𐬭𐬆𐬜𐬁 varǝδā ثبت شده که قدیمی‌ترین حالت ثبت‌شدهٔ این واژه از بین زبان‌های ایرانی است. این واژه از زبان‌های ایرانی وارد زبان‌های سامی هم شده‌است، از جمله آرامی ורדא wardā/wurdā (سریانی ܘܪܕܐ)، عربی (به عربی: وَرْدَة) و عبری ורד wéreḏ، که همگی به معنی «رز» هستند. واژه ارمنی کلاسیک վարդ vard به معنی «رز» نیز از ایرانی میانه است. در پارتی این واژه به شکل wār درآمده‌است (ard ایرانی باستان در پارتی به ār تبدیل می‌شود).
در فارسی کلاسیک و تا ۳–۲ سدهٔ اخیر به رز «گل» گفته می‌شد و «گلاب» به آبی که از آن به دست می‌آید (مقایسه کنید با ترکی استانبولی gül که معنی «رز» را حفظ کرده‌است، که از ترکی عثمانی gül و آن هم از فارسی کلاسیک است) بعدها این واژه لفظ عام‌تری یافت و به انواع گوناگون گل گفته شد. «گل» فارسی از فارسی میانه gul است که ریشهٔ آن نهایتاً به همان فارسی باستان *varda- می‌رسد: بر پایهٔ قواعد زبان‌شناسی تطبیقی زبان‌های ایرانی، در حین تحول ایرانی باستان به ایرانی میانه، خوشهٔ -rd- به -l- تبدیل می‌شود (*varda- → *vala-)، و مصوت‌های انتهایی حذف می‌شوند (*vala- → *val)، و vV- (منظور از «V» یک مصوت است) به gu- تبدیل می‌شود (*val → gul).‏

## آرایه‌شناسی
گل سرخ متعلق است به خانواده‌ای از گیاهان به نام گل‌سرخیان، به غیر از گونه‌های گل سرخ، گیاهانی از قبیل توت‌فرنگی، تمشک، آلو، هلو و گیلاس نیز در این خانواده جای می‌گیرند. گل‌های گیاهان خانوادهٔ گل‌سرخیان همه دارای پنج کاسبرگ و سیزده گلبرگ و پرچم‌های بسیار هستند. در مورد گل سرخ چون گونه‌های پیوندی و اصلاح‌شده بر اثر پرورش حاصل شده‌اند، غالباً تعداد گلبرگ‌ها زیاد می‌شود. خانوادهٔ گل‌سرخیان به دو زیرخانواده تقسیم می‌شود که یکی از آن‌ها گل‌سرخ‌واران نام دارد. سردهٔ گلِ رز که شامل تمامی رزهای خودرو است از زیرخانوادهٔ گل‌سرخ‌واران منشعب می‌شود. سردهٔ رز خود به ۴ زیرسرده تقسیم می‌شوند. یکی از این زیرسرده‌ها رز نامیده شده‌است و زیرسردهٔ رز نیز به ۱۰ بخشه تقسیم می‌شود.
|  |  |  |  |  |  | تیرهٔ گل‌سرخ                        |                                   |                                   |                                   |                                   |                                   |  |  |                                          |                                          |                                          |                                          |                                          |                                          |  |  |                                    |                                    |                                    |                                    |                                    |                                    |                                     |                                     |                                      |                                      |                                      |                                      |                                      |                                      |  |  |                                       |                                       |                                       |                                       |                                       |                                       |  |  |  |  |  |  |  |  |  |  |  |  |  |  |  |  |  |  |  |  |  |  |  |  |  |  |  |  |  |  |  |  |  |  |  |  |  |  |  |  |  |  |  |  |  |  |
|  |  |  |  |  |  |                                   |                                   |                                   |                                   |                                   |                                   |  |  |                                          |                                          |                                          |                                          |                                          |                                          |  |  |                                    |                                    |                                    |                                    |                                    |                                    |                                     |                                     |                                      |                                      |                                      |                                      |                                      |                                      |  |  |                                       |                                       |                                       |                                       |                                       |                                       |  |  |  |  |  |  |  |  |  |  |  |  |  |  |  |  |  |  |  |  |  |  |  |  |  |  |  |  |  |  |  |  |  |  |  |  |  |  |  |  |  |  |  |  |  |  |
|  |  |  |  |  |  |                                   |                                   |                                   |                                   |                                   |                                   |  |  |                                          |                                          |                                          |                                          |                                          |                                          |  |  |                                    |                                    |                                    |                                    |                                    |                                    |                                     |                                     |                                      |                                      |                                      |                                      |                                      |                                      |  |  |                                       |                                       |                                       |                                       |                                       |                                       |  |  |  |  |  |  |  |  |  |  |  |  |  |  |  |  |  |  |  |  |  |  |  |  |  |  |  |  |  |  |  |  |  |  |  |  |  |  |  |  |  |  |  |  |  |  |
|  |  |  |  |  |  | زیرتیرهرزوئیده                    | زیرتیرهرزوئیده                    | زیرتیرهرزوئیده                    | زیرتیرهرزوئیده                    | زیرتیرهرزوئیده                    | زیرتیرهرزوئیده                    |  |  |                                          |                                          |                                          |                                          |                                          |                                          |  |  |                                    |                                    |                                    |                                    |                                    |                                    | زیرتیرهبادامی‌واران سردهٔ نمونهپرونوس | زیرتیرهبادامی‌واران سردهٔ نمونهپرونوس | زیرتیرهبادامی‌واران سردهٔ نمونهپرونوس  | زیرتیرهبادامی‌واران سردهٔ نمونهپرونوس  | زیرتیرهبادامی‌واران سردهٔ نمونهپرونوس  | زیرتیرهبادامی‌واران سردهٔ نمونهپرونوس  |                                      |                                      |  |  |                                       |                                       |                                       |                                       |                                       |                                       |  |  |  |  |  |  |  |  |  |  |  |  |  |  |  |  |  |  |  |  |  |  |  |  |  |  |  |  |  |  |  |  |  |  |  |  |  |  |  |  |  |  |  |  |  |  |
|  |  |  |  |  |  | زیرتیرهرزوئیده                    | زیرتیرهرزوئیده                    | زیرتیرهرزوئیده                    | زیرتیرهرزوئیده                    | زیرتیرهرزوئیده                    | زیرتیرهرزوئیده                    |  |  |                                          |                                          |                                          |                                          |                                          |                                          |  |  |                                    |                                    |                                    |                                    |                                    |                                    | زیرتیرهبادامی‌واران سردهٔ نمونهپرونوس | زیرتیرهبادامی‌واران سردهٔ نمونهپرونوس | زیرتیرهبادامی‌واران سردهٔ نمونهپرونوس  | زیرتیرهبادامی‌واران سردهٔ نمونهپرونوس  | زیرتیرهبادامی‌واران سردهٔ نمونهپرونوس  | زیرتیرهبادامی‌واران سردهٔ نمونهپرونوس  |                                      |                                      |  |  |                                       |                                       |                                       |                                       |                                       |                                       |  |  |  |  |  |  |  |  |  |  |  |  |  |  |  |  |  |  |  |  |  |  |  |  |  |  |  |  |  |  |  |  |  |  |  |  |  |  |  |  |  |  |  |  |  |  |
|  |  |  |  |  |  |                                   |                                   |                                   |                                   |                                   |                                   |  |  |                                          |                                          |                                          |                                          |                                          |                                          |  |  |                                    |                                    |                                    |                                    |                                    |                                    |                                     |                                     |                                      |                                      |                                      |                                      |                                      |                                      |  |  |                                       |                                       |                                       |                                       |                                       |                                       |  |  |  |  |  |  |  |  |  |  |  |  |  |  |  |  |  |  |  |  |  |  |  |  |  |  |  |  |  |  |  |  |  |  |  |  |  |  |  |  |  |  |  |  |  |  |
|  |  |  |  |  |  |                                   |                                   |                                   |                                   |                                   |                                   |  |  |                                          |                                          |                                          |                                          |                                          |                                          |  |  |                                    |                                    |                                    |                                    |                                    |                                    |                                     |                                     |                                      |                                      |                                      |                                      |                                      |                                      |  |  |                                       |                                       |                                       |                                       |                                       |                                       |  |  |  |  |  |  |  |  |  |  |  |  |  |  |  |  |  |  |  |  |  |  |  |  |  |  |  |  |  |  |  |  |  |  |  |  |  |  |  |  |  |  |  |  |  |  |
|  |  |  |  |  |  | سردهٔرز                            | سردهٔرز                            | سردهٔرز                            | سردهٔرز                            | سردهٔرز                            | سردهٔرز                            |  |  | دیگر سرده‌ها سردهٔ نمونهسردهٔ توت‌فرنگی      | دیگر سرده‌ها سردهٔ نمونهسردهٔ توت‌فرنگی      | دیگر سرده‌ها سردهٔ نمونهسردهٔ توت‌فرنگی      | دیگر سرده‌ها سردهٔ نمونهسردهٔ توت‌فرنگی      | دیگر سرده‌ها سردهٔ نمونهسردهٔ توت‌فرنگی      | دیگر سرده‌ها سردهٔ نمونهسردهٔ توت‌فرنگی      |  |  |                                    |                                    |                                    |                                    |                                    |                                    |                                     |                                     |                                      |                                      |                                      |                                      |                                      |                                      |  |  |                                       |                                       |                                       |                                       |                                       |                                       |  |  |  |  |  |  |  |  |  |  |  |  |  |  |  |  |  |  |  |  |  |  |  |  |  |  |  |  |  |  |  |  |  |  |  |  |  |  |  |  |  |  |  |  |  |  |
|  |  |  |  |  |  | سردهٔرز                            | سردهٔرز                            | سردهٔرز                            | سردهٔرز                            | سردهٔرز                            | سردهٔرز                            |  |  | دیگر سرده‌ها سردهٔ نمونهسردهٔ توت‌فرنگی      | دیگر سرده‌ها سردهٔ نمونهسردهٔ توت‌فرنگی      | دیگر سرده‌ها سردهٔ نمونهسردهٔ توت‌فرنگی      | دیگر سرده‌ها سردهٔ نمونهسردهٔ توت‌فرنگی      | دیگر سرده‌ها سردهٔ نمونهسردهٔ توت‌فرنگی      | دیگر سرده‌ها سردهٔ نمونهسردهٔ توت‌فرنگی      |  |  |                                    |                                    |                                    |                                    |                                    |                                    |                                     |                                     |                                      |                                      |                                      |                                      |                                      |                                      |  |  |                                       |                                       |                                       |                                       |                                       |                                       |  |  |  |  |  |  |  |  |  |  |  |  |  |  |  |  |  |  |  |  |  |  |  |  |  |  |  |  |  |  |  |  |  |  |  |  |  |  |  |  |  |  |  |  |  |  |
|  |  |  |  |  |  |                                   |                                   |                                   |                                   |                                   |                                   |  |  |                                          |                                          |                                          |                                          |                                          |                                          |  |  |                                    |                                    |                                    |                                    |                                    |                                    |                                     |                                     |                                      |                                      |                                      |                                      |                                      |                                      |  |  |                                       |                                       |                                       |                                       |                                       |                                       |  |  |  |  |  |  |  |  |  |  |  |  |  |  |  |  |  |  |  |  |  |  |  |  |  |  |  |  |  |  |  |  |  |  |  |  |  |  |  |  |  |  |  |  |  |  |
|  |  |  |  |  |  |                                   |                                   |                                   |                                   |                                   |                                   |  |  |                                          |                                          |                                          |                                          |                                          |                                          |  |  |                                    |                                    |                                    |                                    |                                    |                                    |                                     |                                     |                                      |                                      |                                      |                                      |                                      |                                      |  |  |                                       |                                       |                                       |                                       |                                       |                                       |  |  |  |  |  |  |  |  |  |  |  |  |  |  |  |  |  |  |  |  |  |  |  |  |  |  |  |  |  |  |  |  |  |  |  |  |  |  |  |  |  |  |  |  |  |  |
|  |  |  |  |  |  | زیرسردهٔ رز                        | زیرسردهٔ رز                        | زیرسردهٔ رز                        | زیرسردهٔ رز                        | زیرسردهٔ رز                        | زیرسردهٔ رز                        |  |  | زیرسردهٔ رز تک‌برگ                         | زیرسردهٔ رز تک‌برگ                         | زیرسردهٔ رز تک‌برگ                         | زیرسردهٔ رز تک‌برگ                         | زیرسردهٔ رز تک‌برگ                         | زیرسردهٔ رز تک‌برگ                         |  |  | زیرسردهٔ رز باختری                  | زیرسردهٔ رز باختری                  | زیرسردهٔ رز باختری                  | زیرسردهٔ رز باختری                  | زیرسردهٔ رز باختری                  | زیرسردهٔ رز باختری                  |                                     |                                     | زیرسردهٔ رز ساقه‌پوسته‌ای               | زیرسردهٔ رز ساقه‌پوسته‌ای               | زیرسردهٔ رز ساقه‌پوسته‌ای               | زیرسردهٔ رز ساقه‌پوسته‌ای               | زیرسردهٔ رز ساقه‌پوسته‌ای               | زیرسردهٔ رز ساقه‌پوسته‌ای               |  |  |                                       |                                       |                                       |                                       |                                       |                                       |  |  |  |  |  |  |  |  |  |  |  |  |  |  |  |  |  |  |  |  |  |  |  |  |  |  |  |  |  |  |  |  |  |  |  |  |  |  |  |  |  |  |  |  |  |  |
|  |  |  |  |  |  | زیرسردهٔ رز                        | زیرسردهٔ رز                        | زیرسردهٔ رز                        | زیرسردهٔ رز                        | زیرسردهٔ رز                        | زیرسردهٔ رز                        |  |  | زیرسردهٔ رز تک‌برگ                         | زیرسردهٔ رز تک‌برگ                         | زیرسردهٔ رز تک‌برگ                         | زیرسردهٔ رز تک‌برگ                         | زیرسردهٔ رز تک‌برگ                         | زیرسردهٔ رز تک‌برگ                         |  |  | زیرسردهٔ رز باختری                  | زیرسردهٔ رز باختری                  | زیرسردهٔ رز باختری                  | زیرسردهٔ رز باختری                  | زیرسردهٔ رز باختری                  | زیرسردهٔ رز باختری                  |                                     |                                     | زیرسردهٔ رز ساقه‌پوسته‌ای               | زیرسردهٔ رز ساقه‌پوسته‌ای               | زیرسردهٔ رز ساقه‌پوسته‌ای               | زیرسردهٔ رز ساقه‌پوسته‌ای               | زیرسردهٔ رز ساقه‌پوسته‌ای               | زیرسردهٔ رز ساقه‌پوسته‌ای               |  |  |                                       |                                       |                                       |                                       |                                       |                                       |  |  |  |  |  |  |  |  |  |  |  |  |  |  |  |  |  |  |  |  |  |  |  |  |  |  |  |  |  |  |  |  |  |  |  |  |  |  |  |  |  |  |  |  |  |  |
|  |  |  |  |  |  |                                   |                                   |                                   |                                   |                                   |                                   |  |  |                                          |                                          |                                          |                                          |                                          |                                          |  |  |                                    |                                    |                                    |                                    |                                    |                                    |                                     |                                     |                                      |                                      |                                      |                                      |                                      |                                      |  |  |                                       |                                       |                                       |                                       |                                       |                                       |  |  |  |  |  |  |  |  |  |  |  |  |  |  |  |  |  |  |  |  |  |  |  |  |  |  |  |  |  |  |  |  |  |  |  |  |  |  |  |  |  |  |  |  |  |  |
|  |  |  |  |  |  |                                   |                                   |                                   |                                   |                                   |                                   |  |  |                                          |                                          |                                          |                                          |                                          |                                          |  |  |                                    |                                    |                                    |                                    |                                    |                                    |                                     |                                     |                                      |                                      |                                      |                                      |                                      |                                      |  |  |                                       |                                       |                                       |                                       |                                       |                                       |  |  |  |  |  |  |  |  |  |  |  |  |  |  |  |  |  |  |  |  |  |  |  |  |  |  |  |  |  |  |  |  |  |  |  |  |  |  |  |  |  |  |  |  |  |  |
|  |  |  |  |  |  | بخشه خارآلود ———— بخشه فرانسوی    | بخشه خارآلود ———— بخشه فرانسوی    | بخشه خارآلود ———— بخشه فرانسوی    | بخشه خارآلود ———— بخشه فرانسوی    | بخشه خارآلود ———— بخشه فرانسوی    | بخشه خارآلود ———— بخشه فرانسوی    |  |  | بخشه نسترن خودرو ———— بخشه آمریکای شمالی | بخشه نسترن خودرو ———— بخشه آمریکای شمالی | بخشه نسترن خودرو ———— بخشه آمریکای شمالی | بخشه نسترن خودرو ———— بخشه آمریکای شمالی | بخشه نسترن خودرو ———— بخشه آمریکای شمالی | بخشه نسترن خودرو ———— بخشه آمریکای شمالی |  |  | بخشه رز ———— بخشه پیوسته‌خامه       | بخشه رز ———— بخشه پیوسته‌خامه       | بخشه رز ———— بخشه پیوسته‌خامه       | بخشه رز ———— بخشه پیوسته‌خامه       | بخشه رز ———— بخشه پیوسته‌خامه       | بخشه رز ———— بخشه پیوسته‌خامه       |                                     |                                     | بخشه چینی ———— بخشه آبشار طلا        | بخشه چینی ———— بخشه آبشار طلا        | بخشه چینی ———— بخشه آبشار طلا        | بخشه چینی ———— بخشه آبشار طلا        | بخشه چینی ———— بخشه آبشار طلا        | بخشه چینی ———— بخشه آبشار طلا        |  |  | بخشه بی‌کُرک ———— بخشه برگک‌دار          | بخشه بی‌کُرک ———— بخشه برگک‌دار          | بخشه بی‌کُرک ———— بخشه برگک‌دار          | بخشه بی‌کُرک ———— بخشه برگک‌دار          | بخشه بی‌کُرک ———— بخشه برگک‌دار          | بخشه بی‌کُرک ———— بخشه برگک‌دار          |  |  |  |  |  |  |  |  |  |  |  |  |  |  |  |  |  |  |  |  |  |  |  |  |  |  |  |  |  |  |  |  |  |  |  |  |  |  |  |  |  |  |  |  |  |  |
|  |  |  |  |  |  | بخشه خارآلود ———— بخشه فرانسوی    | بخشه خارآلود ———— بخشه فرانسوی    | بخشه خارآلود ———— بخشه فرانسوی    | بخشه خارآلود ———— بخشه فرانسوی    | بخشه خارآلود ———— بخشه فرانسوی    | بخشه خارآلود ———— بخشه فرانسوی    |  |  | بخشه نسترن خودرو ———— بخشه آمریکای شمالی | بخشه نسترن خودرو ———— بخشه آمریکای شمالی | بخشه نسترن خودرو ———— بخشه آمریکای شمالی | بخشه نسترن خودرو ———— بخشه آمریکای شمالی | بخشه نسترن خودرو ———— بخشه آمریکای شمالی | بخشه نسترن خودرو ———— بخشه آمریکای شمالی |  |  | بخشه رز ———— بخشه پیوسته‌خامه       | بخشه رز ———— بخشه پیوسته‌خامه       | بخشه رز ———— بخشه پیوسته‌خامه       | بخشه رز ———— بخشه پیوسته‌خامه       | بخشه رز ———— بخشه پیوسته‌خامه       | بخشه رز ———— بخشه پیوسته‌خامه       |                                     |                                     | بخشه چینی ———— بخشه آبشار طلا        | بخشه چینی ———— بخشه آبشار طلا        | بخشه چینی ———— بخشه آبشار طلا        | بخشه چینی ———— بخشه آبشار طلا        | بخشه چینی ———— بخشه آبشار طلا        | بخشه چینی ———— بخشه آبشار طلا        |  |  | بخشه بی‌کُرک ———— بخشه برگک‌دار          | بخشه بی‌کُرک ———— بخشه برگک‌دار          | بخشه بی‌کُرک ———— بخشه برگک‌دار          | بخشه بی‌کُرک ———— بخشه برگک‌دار          | بخشه بی‌کُرک ———— بخشه برگک‌دار          | بخشه بی‌کُرک ———— بخشه برگک‌دار          |  |  |  |  |  |  |  |  |  |  |  |  |  |  |  |  |  |  |  |  |  |  |  |  |  |  |  |  |  |  |  |  |  |  |  |  |  |  |  |  |  |  |  |  |  |  |
|  |  |  |  |  |  | گونهٔ نمونه نسترن زرد———— گل محمدی | گونهٔ نمونه نسترن زرد———— گل محمدی | گونهٔ نمونه نسترن زرد———— گل محمدی | گونهٔ نمونه نسترن زرد———— گل محمدی | گونهٔ نمونه نسترن زرد———— گل محمدی | گونهٔ نمونه نسترن زرد———— گل محمدی |  |  | گونهٔ نمونه نسترن خودرو———— رز ویرجینیایی | گونهٔ نمونه نسترن خودرو———— رز ویرجینیایی | گونهٔ نمونه نسترن خودرو———— رز ویرجینیایی | گونهٔ نمونه نسترن خودرو———— رز ویرجینیایی | گونهٔ نمونه نسترن خودرو———— رز ویرجینیایی | گونهٔ نمونه نسترن خودرو———— رز ویرجینیایی |  |  | گونهٔ نمونه رز روگوزا———— رز خوشه‌ای | گونهٔ نمونه رز روگوزا———— رز خوشه‌ای | گونهٔ نمونه رز روگوزا———— رز خوشه‌ای | گونهٔ نمونه رز روگوزا———— رز خوشه‌ای | گونهٔ نمونه رز روگوزا———— رز خوشه‌ای | گونهٔ نمونه رز روگوزا———— رز خوشه‌ای |                                     |                                     | گونهٔ نمونه رز چینی ———— رز آبشار طلا | گونهٔ نمونه رز چینی ———— رز آبشار طلا | گونهٔ نمونه رز چینی ———— رز آبشار طلا | گونهٔ نمونه رز چینی ———— رز آبشار طلا | گونهٔ نمونه رز چینی ———— رز آبشار طلا | گونهٔ نمونه رز چینی ———— رز آبشار طلا |  |  | گونهٔ نمونه رز چروکی ———— رز براکتیاتا | گونهٔ نمونه رز چروکی ———— رز براکتیاتا | گونهٔ نمونه رز چروکی ———— رز براکتیاتا | گونهٔ نمونه رز چروکی ———— رز براکتیاتا | گونهٔ نمونه رز چروکی ———— رز براکتیاتا | گونهٔ نمونه رز چروکی ———— رز براکتیاتا |  |  |  |  |  |  |  |  |  |  |  |  |  |  |  |  |  |  |  |  |  |  |  |  |  |  |  |  |  |  |  |  |  |  |  |  |  |  |  |  |  |  |  |  |  |  |

## ویژگی‌ها
رز دارای ۱۵۰ گونهٔ نیمه‌سبز یا برگ‌ریز، به صورت درختچهٔ چندساله و بالارونده‌است. این گیاهان در طیف گسترده‌ای از جهان شامل قاره آسیا، اروپا، شمال آفریقا و آمریکای شمالی به‌طور طبیعی یافت می‌شود.

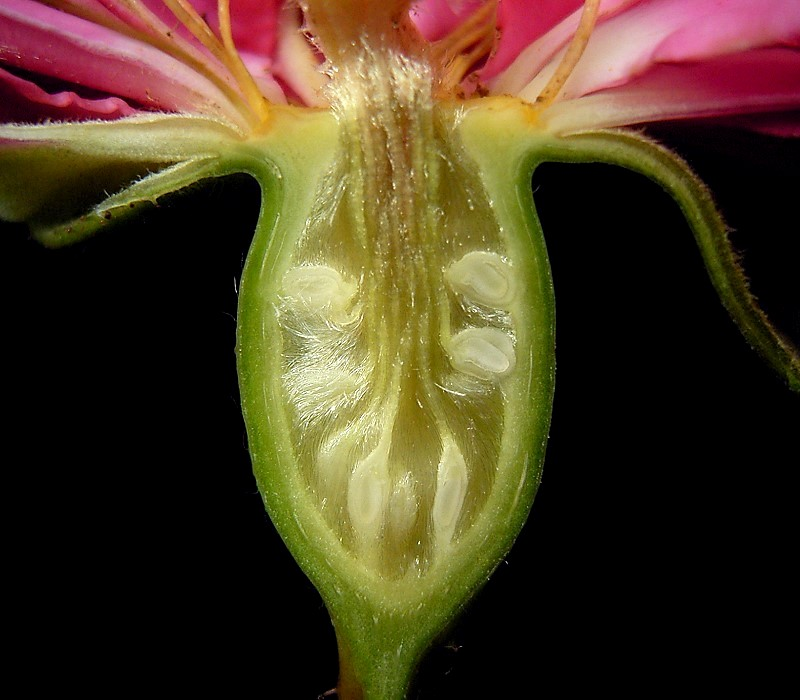
تصویری از نهنج رز. نهنج حاوی برچه‌هاست و هر برچه به خامهٔ بلندِ لوله‌مانندی منتهی شده‌است و کلاله در انتهای خامهٔ بلند قرار دارد.

به‌طور کلی یک گیاه رز دارای اجزای زیر است:
- برگ: به صورت شانه‌ای هستند. طول برگ از ۲٫۵ سانتی‌متر در رز مینیاتور تا ۱۸ سانتی‌متر در انواع ایستاده، درختچه و بالارونده تغییر دارد. حاشیهٔ برگچه‌ها بیشتر، دندانه‌دار است. هر برگ معمولاً شامل ۵ تا ۷ و گاهی تعداد بیشتری برگچهٔ تخم‌مرغی یا بیضی شکل است. در قاعدهٔ برگ، گوشوارک‌ها وجود دارد.[۱۹]
- خار: خار رز از نوع تیغ پوستی (پریکل)[پ ۱۵] است. این نوع خار منشأ اپیدرمی دارد و با بافت آوندی ارتباط ندارد به همین سبب به آسانی می‌توان آن را با فشار به یک سمت، جدا نمود.
- کاسبرگ: در مرحلهٔ غنچگی از گلبرگ‌های به هم پیچیده محافظت می‌کنند اما ضمن رشد کردن گل، برمی‌گردند.
- گلبرگ: پس از شکفتن گل از گلبرگ‌ها بوی شیرینی ساطع می‌شود. این بوی خوش در جذب زنبور و دیگر حشرات به‌طرف گل و کمک این حشرات برای لقاح مؤثر است. پس از این‌که عمل لقاح در گل انجام شد نهنج گل شروع به بزرگ شدن می‌کند و گلبرگ که دیگر خاصیتی برای گیاه ندارد، ریزش خود را آغاز می‌کند.
- پرچم‌ها: اندام‌های نر گل هستند. هر پرچم دارای یک میلهٔ بلند و نازک منتهی به یک بساک بوده و بساک تولیدکنندهٔ دانه‌های گرده به صورت پودر است.
- کلاله: در انتهای خامهٔ بلند گل قرار دارد.

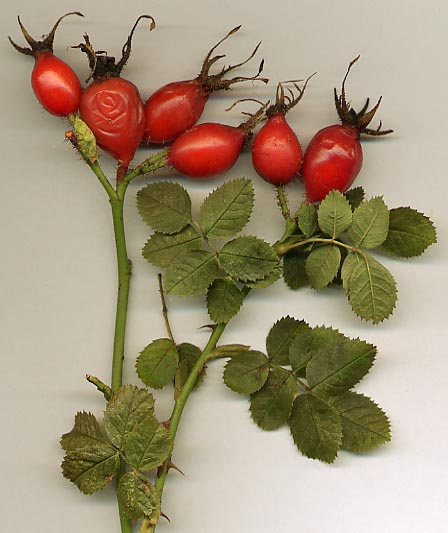
تصویر میوهٔ گل رز یا رز هیپ. از رز هیپ برای تهیهٔ چای استفاده می‌شود.

- نهنج یا گل‌بنه: همان تخمدان گیاه رز و محتوی تخمک‌هاست که توسط پوششی احاطه شده‌است. نهنج برچه‌های بسیاری را محصور کرده‌است. برچه قسمتی از مادگی است که محتوی تخمک است و از اتحاد برچه‌ها تخمدانی چندخانه به وجود می‌آید. هر برچه دارای یک تخمک است. یک خامهٔ بلند نیز بین تخمک و کلاله قرار می‌گیرد. مجرای درون یک خامه راه عبور گرده تا رسیدن به تخمک است. دسته‌ای از خامه‌ها با هم از میان منفذ باریک میان گل عبور کرده و بعد گسترده می‌شوند و کلاله‌ها در معرض دید حشرات سرکشی‌کننده قرار می‌گیرند. سلول‌های نر که از دانه‌های گرده به وجود می‌آیند، تخمک‌ها را بارور نموده و تخمک‌های بارور تبدیل به دانه می‌گردند در همین زمان بارورشدن و تبدیل تخمک‌ها به دانه است که تخمدان نیز تبدیل به میوه می‌شود. میوهٔ گل رز یا رز هیپ تقریباً در تمامی گونه‌های رز یا انواع نیمه پرگلبرگ رز به وجود می‌آید. میوهٔ گل رز حاوی مقادیر زیادی ویتامین سی است.
- میوهٔ گل رز: میوهٔ گل رز توسط پرندگان یا دیگر جانوران خورده شده و سپس در مناطق دیگر توسط مدفوع این حیوانات دانهٔ گیاه پخش می‌شود.[۲۰]

## انواع گل سرخ
در سال ۱۹۷۹ پژوهشگران در انجمن جهانی رز توافق کردند تا رزها در سه گروهِ رزهای خودرو، رزهای باغی قدیمی و رزهای باغی جدید قرار گیرند.

### رزهای خودرو
رزهای خودرو نمونه‌هایی هستند که از میلیون‌ها سال قبل بر روی کره زمین وجود داشته‌اند و رشد و نمو می‌کنند و پژوهشگران و سیاحان، آن‌ها را به واسطهٔ سفرها و جستجوهایشان کشف و معرفی کرده‌اند. تمامی رزهای خودرو گل‌هایشان ۵ گلبرگ دارد و تقریباً بیشتر آن‌ها تنها در فصل بهار گل‌دهی دارند. در جهان نزدیک به ۱۵۰ گونه رز خودرو شناسایی شده‌است که از این میان تنها ۱۰ گونه برای ساخت رقم‌های رز استفاده شده‌است. این ۱۰ گونه عبارت‌اند از:
- گالیکا یا رز فرانسوی، خاستگاه آن آسیای صغیر و غرب آسیاست. رز گالیکا قدیم‌ترین رزی است که از دوران باستان در اروپا برای عطرسازی کشت می‌شده‌است. نزدیک به ۱۲ سده پیش از میلاد این گل در ایران باستان برای استفاده در مراسم مذهبی کشت می‌شده‌است. از ۴–۳ سده پیش از میلاد در آسیای صغیر و یونان کشت می‌شده‌است و از آنجا به روم صادر شده‌است. از سده ۱۳ میلادی تاکنون در منطقهٔ پروانس آلپ-کوت دازور به‌طور وسیع به هدف عطرسازی کشت می‌شود. امروزه پس از گذشت ۶۰۰ سال، این منطقه به یکی از مراکز مهمِ تهیهٔ عطر تبدیل شده‌است.[۲۳]
- گل محمدی یا گُل گُلاب، خاستگاه آن آسیای صغیر و غرب آسیاست. بر پایهٔ زمان گل‌دهی به دو نوع تابستانی و پاییزی تقسیم می‌شود. در حال حاضر نوع تابستانی آن در کشورهای ترکیه و بلغارستان به‌طور وسیعی به هدف عطرسازی کشت می‌شود.
- رز آلبا، خاستگاه آن آسیای صغیر و غرب آسیاست. رنگ آن سفید است.
- سنتیفولیا یا رز کلمی، خاستگاه آن آسیای صغیر و غرب آسیاست.
- نسترن زرد، خاستگاه آن کشورهای ایران و عراق است. این نوع رز والد رزهای زرد رنگ امروزی است.
- رز ماسک، خاستگاه آن خاورمیانه است.
- رز چینی، خاستگاه آن چین است. رزهای امروزی خاصیت چهار فصل شکوفا شدن را بیشتر از رز چینی به ارث برده‌اند.
- رز گیگانتی، خاستگاه آن چین است. عطری به مانند چای دارد. محور غنچه بالاست و شکل گلبرگ‌ها شمشیری است.
- رز خوشه‌ای، خاستگاه آن ژاپن است. این‌گونه والد رزهای خوشه‌ای است.[۲۴]
- رز لوسیا، خاستگاه آن ژاپن است. ویژگی مهم آن خاصیت پخش شدن آن بر روی زمین است. رز لوسیا به همراه رز خوشه‌ای، والد رزهای بالارونده در اروپا به‌شمار می‌آید.[۲۵]

بر پایه گزارشی که از یک پژوهش مشترک میان گیاه‌شناسان ایرانی و هلندی به چاپ رسیده‌است، در مجموع در ۲۸ استان ایران ۴۰ گونه گل رز وجود دارد.

### رزهای باغی قدیمی

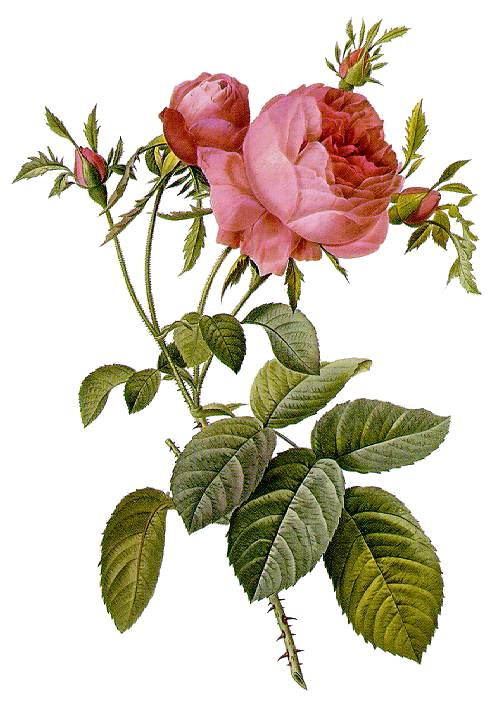
رز سنتیفولیا یکی از انواع رزهای باغی قدیمی است. این تصویر توسط پی‌یر ژوزف ردوته کشیده شده‌است. پی‌یر ژوزف ردوته به عنوان «رافائل گل‌ها» شهرت دارد.

نام رزهای باغی قدیمی به تمامی رزهایی گفته می‌شود که به‌طور کل تا پیش از پیدایش نخستین رز جدید یعنی رز لا فرانس در سال ۱۸۶۷ پرورش می‌یافتند. از خصوصیات مهم رزهای باغی قدیمی، گرد بودن و زیاد بودن تعداد گلبرگ‌هاست. اشکال گل به صورت جامی شکل یا رُزت ربعی است. شاخه‌های آنان خاصیت انحناپذیری دارد. در صورتی‌که از گل محمدی یا گالیکا منشأ گرفته باشند، پر عطر هستند. زمان گل‌دهی بیشتر رزهای باغی قدیمی تنها در فصل بهار است.
اگرچه رزهای قدیمی از لحاظ عطر غنی‌تر از رزهای جدید باغی هستند اما به علت محدودیت رنگ گل‌ها و همچنین کوتاهی دمگل و در نتیجه عدم امکان تهیه شاخه گل بریده، هیچ‌گاه از نظر محبوبیت به پای رزهای مدرن و جدید باغی نرسیده‌اند. در برخی از منابع رزهای قدیمی به‌طورکلی در ۴ گروه مختلف تقسیم‌بندی شده‌اند. این ۴ گروه عبارتند از:
- گروه نخست، رزهای ایرانی است که خود شامل دو نوع است:
  - گل گلاب[پ ۱۶] یا گل محمدی: به‌ویژه به سبب بوی خوش آن شهرت دارد. به‌جز چند نوع معدود که در پاییز گل‌دهی دارند، فصل گل‌دهی بیشتر انواع آن در بهار است.[۳۰]
  - رز گالیکا:[پ ۱۷] ویژگی آن بزرگ بودن قطر گل آن است. بیشتر به رنگ قرمز تا صورتی پررنگ است و عطر خوبی دارد. این رز از غرب آسیا به اروپا برده شده و در حوالی پاریس برای به مصرف رسیدن در صنعت عطرسازی کشت می‌شد، به همین علت رز فرانسوی نیز خوانده می‌شود.
- گروه دوم، رزهای اروپایی شامل سه نوع است:
  - رز آلبا:[پ ۱۸] رنگ گل مایل به سفید است و عطر ملایمی دارد. گلبرگ‌ها گرد هستند و به ترتیبی منظم پشت سرهم ردیف شده‌اند. در ساقه یا خار وجود ندارد یا بسیار اندک است. تنها در فصل بهار گلدهی دارد.
  - رز سنتیفولیا:[پ ۱۹] به معنی گل صدبرگ است. به رز کلمی نیز شهرت دارد. این نامگذاری به سبب زیاد بودن شمار گلبرگ‌های آن است. عطر آن بسیار مطبوع است و در حال حاضر در فرانسه و موناکو به منظور استفاده در صنعت عطر کشت می‌شود. زمان گلدهی تنها در یک فصل و در بهار است.
  - رز موس:[پ ۲۰] موس به معنای خار است. این نامگذاری به این علت است که روی غنچه یا ساقه‌ای که به گل متصل است با خارهای بسیار کوچک کرک مانند کاملاً پوشیده می‌شود.
- گروه سوم، رزهای چینی شامل ۲ نوع است.
  - رز چینی:[پ ۲۱] خاستگاه این رز کشور چین است. ویژگی آن چهار فصل بودن گلدهی آن است.
  - رز چای:[پ ۲۲] از ترکیب رز چینی و رز گیگانتی به وجود آمده‌است. همان‌طور که از نامش برمی‌آید عطری به مانند بوی چای دارد.[۳۱]
- گروه چهارم، ترکیبی از رزهای غرب و شرق جهان هستند. در سدهٔ ۱۹–۱۸ رزهای خودرو و رزهای باغی قدیمی چین و نوعی رز خودروی ژاپنی به نام رز خوشه‌ای به اروپا وارد شدند و با ترکیب با رزهایی که از قبل در این مناطق وجود داشتند انواع تازه‌ای از رز به وجود آمد. از خصوصیات این گروه جدید این بود که یکی از والدهای این نوع را رزهای چینی تشکیل می‌داد، رزهای چینی خاصیت چهار فصل بودن را دارا هستند و به همین سبب رزهایی پا به عرصه گذاشتند که خاصیت چهار فصل بودن یا تکرار گل‌دهی را دارا بودند. برخی از انواع گروه چهارم عبارت‌اند از:
  - رز دورگه پرپچوال:[پ ۲۳] خاصیت تکرار گل‌دهی را دارد اما زمان گل‌دهی چهار فصل نیست. برخی از انواع آن هم فقط یک فصل گل‌دهی دارند.
  - رز بوربون:[پ ۲۴] به نظر می‌رسد که از ترکیب طبیعی گل گلاب و رز چینی به وجود آمده باشد. زمان گل‌دهی بیشتر انواع اوایل تابستان و ماه ژوئیه است.
  - رز اگلندتریا:[پ ۲۵] ویژگی آن معطر بودن برگ آن است.[۳۲]
  - رز پورتلند:[پ ۲۶] به نظر می‌رسد که از ترکیب گل گلاب پاییزی و یکی از انواع رز چینی به وجود آمده باشد.[۳۳]

### رزهای باغی جدید

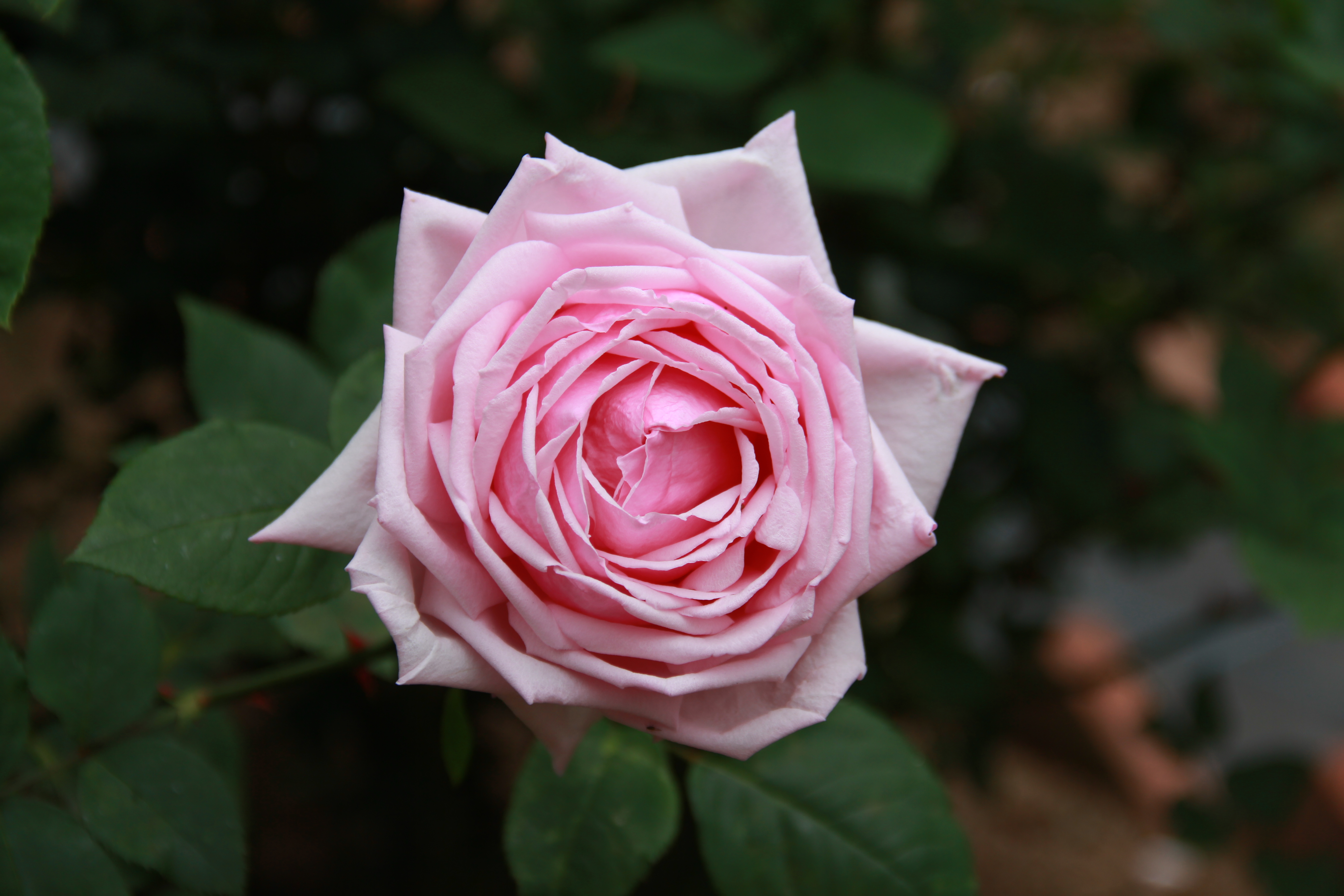
رز لا فرانس در سال ۱۸۶۷ به‌وجود آمد و به عنوان نخستین رز دورگه چای و همچنین نخستین نوع از رزهای باغی مدرن شناخته می‌شود. از خصوصیات آن بزرگی گل و چهار فصل بودن است.

نام رزهای باغی جدید به مجموعهٔ رزهایی گفته می‌شود که از زمان پیدایش نخستین رز جدید یعنی رز لا فرانس در سال ۱۸۶۷، به بعد ایجاد شده‌اند. رز لا فرانس از پیوند رز چای و رز دورگه پرپچوال به وجود آمده‌است و هم خصوصیات چهار فصل بودن، شکل و رنگ رزهای چای و هم مقاوم بودن به سرما و بیماری که از ویژگی‌های رزهای دورگهٔ پرپچوال است را در خود جمع کرده‌است. رزهای باغی جدید رنگ‌های بسیار متنوعی دارند که به همراه ارتفاع مناسب دُمگل برای تهیهٔ شاخه گل بریده بسیار مناسب هستند. رزهای باغی جدید معمولاً به گروه‌های زیر تقسیم می‌شود:
- رز دورگه چای،[پ ۲۷] چهار فصل است. در بین گل‌های باغی جدید دارای بزرگ‌ترین اندازهٔ گل و بوته است. ارتفاع بوته بین ۱ تا ۱٫۶ متر است. معمولاً در هر ساقه تنها یک گل شکفته می‌شود.
- فلوریبوندا،[پ ۲۸] چهار فصل است. اندازه گل متوسط است و ممکن است کمی به یک طرف خم شود.
- رز مینیاتور،[پ ۲۹] فصل گل‌دهی چهار فصل است. گل‌های کوچکی به قطر ۲٫۵–۲ سانتیمتر دارد. ارتفاع بوته بین ۱۵ تا ۵۰ سانتی‌متر است.
- رز بالارونده،[پ ۳۰] برای پوشاندن دیوارهای کوتاه یا آرج گل به‌کار می‌رود. برخی از انواع آن تنها در یک فصل و برخی انواع آن چهار فصل گل‌دهی دارند.
- درختچه یا درختچهٔ جدید،[پ ۳۱] این رز نیمه‌بالارونده است و شاخه‌های گل آن مانند کمان به‌طرف پایین خم می‌شوند.[۳۶][۳۷]

### رزهای انگلیسی

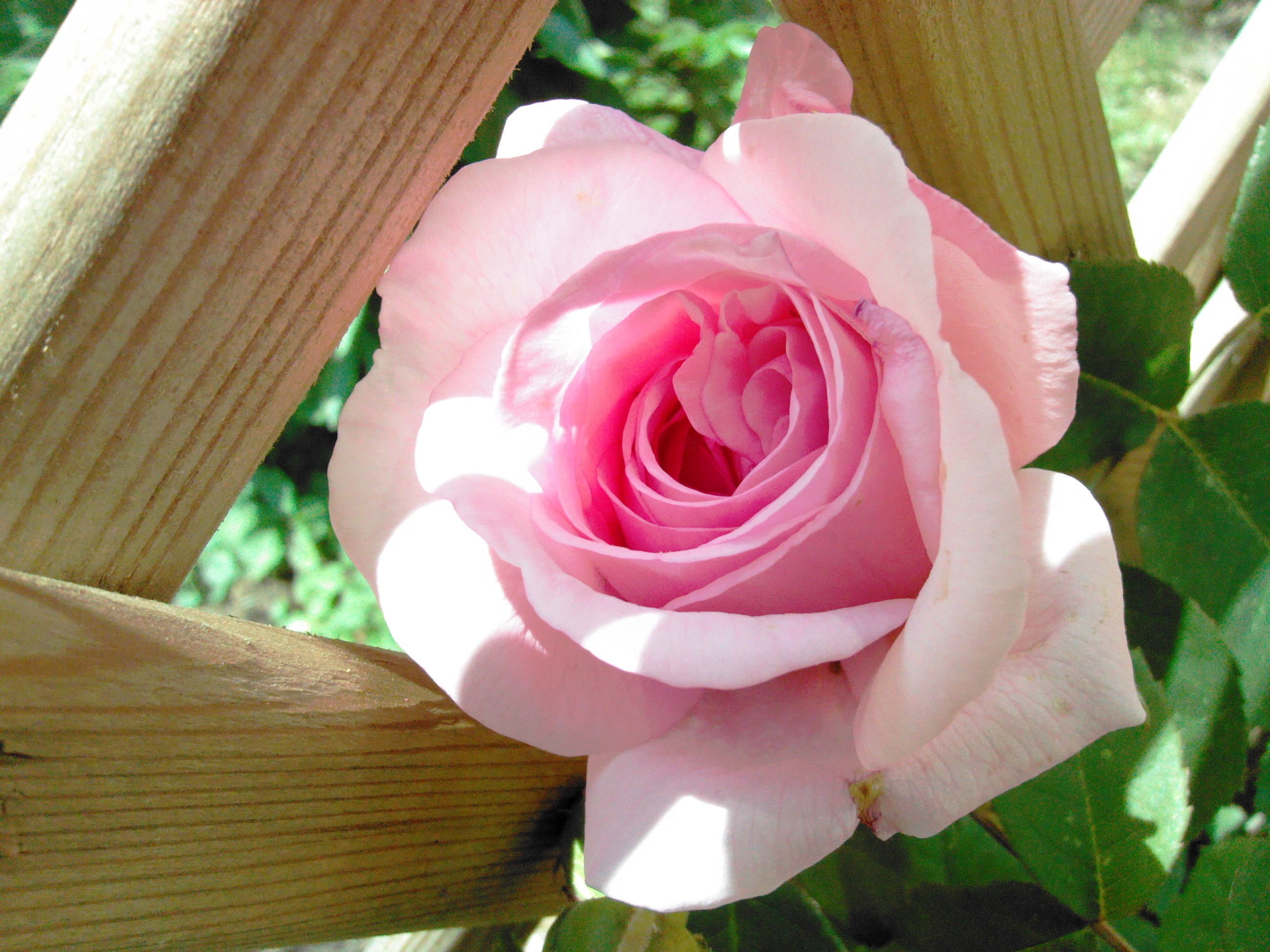
نخستین رز انگلیسی به نام رز کنستانس اسپرای

رزهای انگلیسی به مجموعه‌ای از گل‌های رز گفته می‌شود که توسط پرورش دهندهٔ رزِ انگلیسی، دیوید اوستین به وجود آمده‌اند. رزهای انگلیسی از تلاقی و آمیزش بین بعضی از انواع رزهای قدیمی و دورگه‌های جدید رز چای و رزهای فلوریبوندا ایجاد شده‌اند و به همین خاطر ترکیبی از ویژگی‌های عطر و بو و ظاهر رزهای قدیم و توانایی و استعداد تکرار گل‌دهی در سرتاسر فصلِ رزهای جدید را دارا شده‌اند. دیوید اوستین هدف خود را در مورد به وجود آوردن رزهای انگلیسی به این صورت بیان کرده‌است، «می‌خواهم رزهای ممتازی را به وجود بیاورم که زیبایی و انحناپذیری شاخه و معطری رزهای باغی قدیمی و چهارفصلی و تنوع رنگ گل رزهای باغی جدید را یکجا در خود داشته باشند.» نخستین رز از نوع رزهای انگلیسی رز کنستانس اسپرای نامیده شد و در سال ۱۹۶۱ به وجود آمد. رز کنستانس اسپرای تنها در یک فصل قدرت گل‌دهی داشت. نخستین رزهای چهار فصل انگلیسی رز گراهام توماس و رز ماری بودند که در سال ۱۹۸۳ به دنیا معرفی شدند و مورد توجه جهانیان قرار گرفتند. از سال ۲۰۰۰ رزهای انگلیسی به وجود آمده از نظر مقاومت به بیماری پیشرفت چشمگیری داشته‌اند.
رقم‌های رز
تاکنون بیش از ۲۰٬۰۰۰ رقم رز نامگذاری شده‌است و هرساله صدها رقم تازه نیز به این مجموعه اضافه می‌شود.

## انواع رز بر پایهٔ ویژگی‌های ظاهری
| تصویر          | مشخصات           | تقسیمات           | توضیحات، نوع نمونه |
| شکل بوته       |                  | ایستاده برافراشته | به نوعی گفته می‌شود که هر شاخهٔ نو تا حد معینی به رشد خود ادامه داده و سپس در انتهای شاخه گل شکفته شده و پس از آنکه گل به شکل میوه درآمد، رشد شاخه متوقف می‌شود. در نوع برافراشته بوته توانایی ایستادگی بدون داشتن هر گونه تکیه‌گاه را دارد. انواع رز دورگه چای، رز مینیاتور، فلوریبوندا. |
| شکل بوته       | درختچه           | نیمه‌رونده درختچه  | شاخه تا حدی از ساقه بالا رفته ولی انتهای سرشاخه به صورت مورب درآمده بطرف پایین خم می‌شود. |
| شکل بوته       |                  | رونده             | رز رونده به انواعی گفته می‌شود که در انتهای شاخه ممکن است گل شکفته نشود و رشد شاخه به همین سبب متوقف نشده و درازای یک شاخه حتی ممکن است به ۲۰ متر هم برسد. نوع رونده به ۳ گروه تقسیم می‌شود. 1. رز بالارونده نمی‌تواند با کمک ساقهٔ خودشان بالا برود و حتماً نیاز به یک تکیه‌گاه دارد تا به سمت بالا حرکت کند. از این رز برای پوشش نرده‌ها و دیوارها استفاده می‌شود. نوع نمونه رز آلبریک بار بیر 2. رز پریشان شاخه‌های آن نرم‌تر از نوع بالارونده است و بدون استفاده از تکیه‌گاه طرز قرار گرفتن شاخه‌ها نسبت به ساقهٔ اصلی به مانند پرانتز قوس‌دار است. ۳. رز پریشانِ خزنده شاخه‌های نرم‌تر و ظریف‌تری نسبت به نوع پریشان دارد و شاخه‌ها قدرت بالا رفتن از ساقهٔ اصلی را نداشته در سطح زمین پخش می‌شوند. |
| تعداد گلبرگ    |                  | تک ردیفه          | ۵ گلبرگ دارد. نوع نمونه نسترن |
| تعداد گلبرگ    |                  | نیمه پُر گلبرگ     | بین ۲۰–۶ گلبرگ دارد. |
| تعداد گلبرگ    |                  | پُر گلبرگ          | بیش از ۲۰ گلبرگ دارد. |
| شکل گلبرگ      | رز پرنسس مارگارت | لبه شمشیری        | لبه گلبرگ به صورت سه گوش درآمده‌است. نوع نمونه رز گیگانتی |
| شکل گلبرگ      |                  | گرد               | لبهٔ گلبرگ سه گوش نیست و مورب است. |
| شکل گلبرگ      |                  | موج‌دار            | سراسر یک گلبرگ موج‌دار است. |
| طرز باز شدن گل |                  | محور غنچه بالا    | گلبرگ‌ها به دور هم پیچیده شده‌اند و قسمت مرکز گل برآمده‌تر از دیگر قسمت‌های گل است. نوع نمونه انواع رزهای دورگهٔ چای |
| طرز باز شدن گل |                  | فنجانی شکل        | تمامی گلبرگ‌ها به طرف داخل گل تمایل دارند و قسمت مرکزی گل برآمده نیست. رز نمونه رز آبراهام داربی |
| طرز باز شدن گل | رز جین آستن      | رُزت               | گلبرگ‌ها هر چه به مرکز گل نزدیک‌تر باشند اندازه‌شان کوچک‌تر است. در انواع رزهای قدیمی زیاد دیده می‌شود. نوع نمونه رز جین آستن |
| طرز باز شدن گل | رز قصر گلامیس    | رُزت ربعی          | یکی از انواع رزت است که در آن گلبرگ‌های یک گل به چهار قسمت تقسیم می‌شوند. نوع نمونه رز قصر گلامیس |
| طرز باز شدن گل |                  | مسطح              | تعداد گلبرگ‌ها کم‌است. گلبرگ‌ها مسطح هستند و پرچم در معرض دیداست. رز نمونه رز کوکتل |
| طرز باز شدن گل |                  | کروی یا نیمه کروی | گلبرگ‌ها کوچک و باریک و درهم فشرده هستند. لبه‌های گلبرگ به عقب برگشته و گلبرگ به صورت کروی یا نیمه کروی به نظر می‌آید. در انواع مینیاتور زیاد دیده می‌شود. |

## کاربردها
پرورش رز تنها برای لذت بردن از زیبایی این گل نیست بلکه از این گل برای عطرسازی تهیهٔ چای، مربا، لیکور و بسیاری مواد خوراکی دیگر استفاده می‌شود. عطر رز آرامش‌بخش دستگاه عصبی است و در راحت به خواب رفتن انسان تأثیر دارد و به همین سبب در رایحه‌درمانی به‌کار برده می‌شود.
اسانس

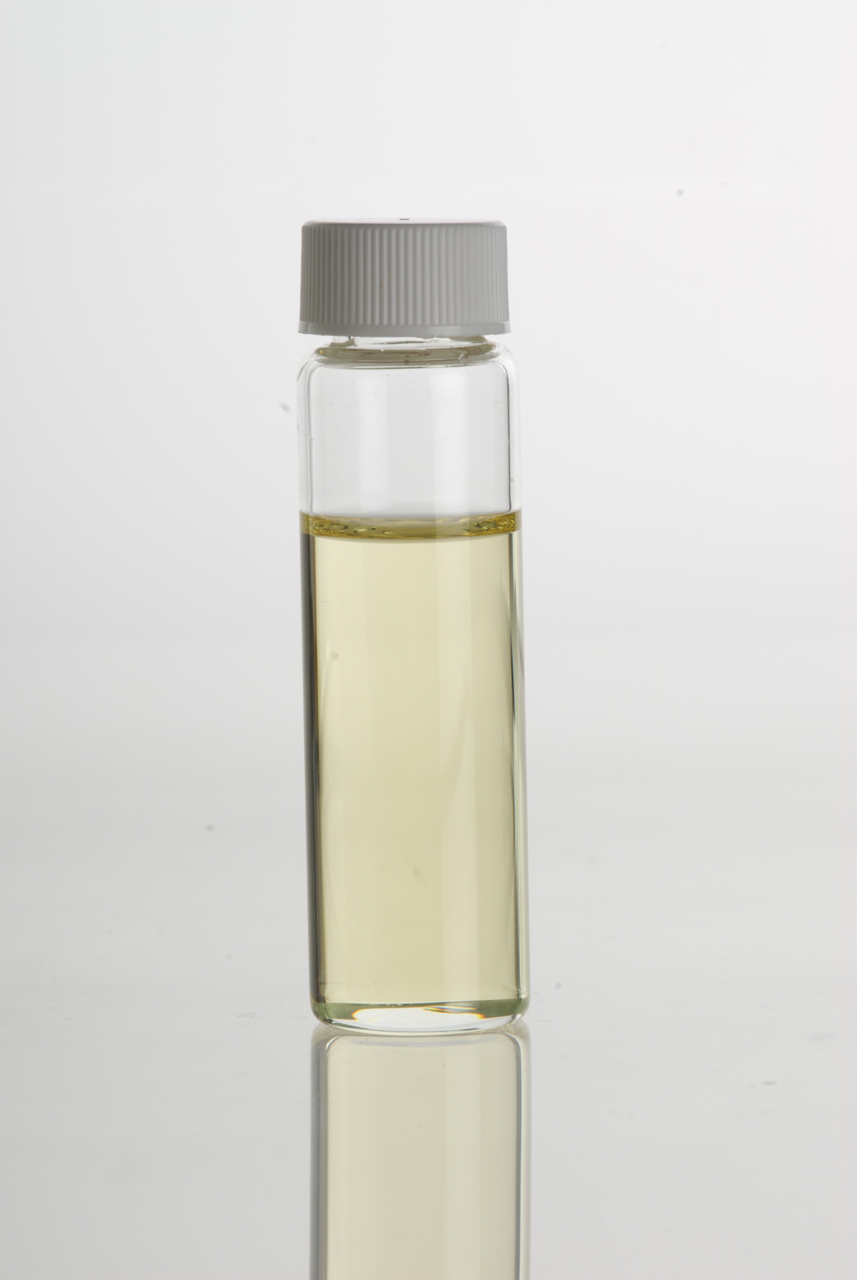
روغن گل‌سرخ یا اسانس رزی که از گل‌گلاب گرفته شده‌است.

روغن گل‌سرخ یا اسانس رز چون گران‌ترین اسانس دنیا است، به عنوان ملکهٔ اسانس‌ها شهرت دارد. از هر ۱۰۰ کیلو گل رز تنها ۸–۳ گرم اسانس استخراج می‌شود. اسانس رز تحریک‌کنندهٔ جریان خون است. احساسات منفی مانند بدبینی، غم، حسادت و نفرت را تعدیل کرده باعث به وجود آمدن آرامش روانی می‌شود. مصرف آن در زنان باعث کم شدن سندرم پیش از قاعدگی شده همچنین در نظم و ثبات دادن به دورهٔ قاعدگی تأثیر دارد اما از آن‌جا که این اسانس تسریع‌کنندهٔ قاعدگی است بهتر است از مصرف آن در بارداری خودداری شود. این ماده از طریق جذب از راه پوست از به وجود آمدن چین‌وچروک و همچنین لکه‌های پوستی جلوگیری کرده و همچنین التهاب پوست و جوش صورت را بهبود می‌بخشد. اسانس گل رز در دمای کم خاصیت جامد شدن را داراست و با گرمای دست دوباره به حالت مایع برمی گردد به همین سبب اگر ماده‌ای که به نام اسانس خریداری شده حتی در یخچال نیز به حالت جامد در نیاید به احتمال قوی اسانسی اصل و خالص نبوده و با مواد دیگر مخلوط شده‌است. هر گرم اسانس گل رز به‌طور تقریبی معادل یک گرم طلا دربازار جهانی قیمت دارد.
گلاب
گلاب از نوعی رز به نام «گل محمدی» با نام علمی Rosa × damascena که به «طلای معطر» نیز شهرت دارد، تهیه می‌شود. تاریخ آغاز ساخت گلاب در ایران مشخص نیست اما به دوران‌های بسیار کهن و پیش از حکمرانی پارسیان در ایران برمی‌گردد. بر پایهٔ مدارکی که در کتابخانه ملی پاریس موجود است، در سال ۸۱۰ میلادی ایالت فارس سالیانه ۳۰٬۰۰۰ بطری گلاب به عنوان باج به خزانه‌داری بغداد پرداخت می‌کرده‌است. صنعت گلاب‌گیری در سدهٔ دهم میلادی توسط اعراب به اروپا برده شد و نخستین کشوری که این صنعت در آن رواج یافت اسپانیا بود. تاریخ کشت گل سرخ محمدی در منطقهٔ قمصر کاشان سابقهٔ دیرینه دارد و از درون قبرهای سده یکم و دوم هجری در قمصر، گلاب‌پاش‌هایی گِلین به دست آمده‌است. در زمان ملکشاه سلجوقی یکی از اتابکان روم شرقی، تعدادی بوتهٔ گل‌سرخ محمدی را با خود از قمصر به شهر دمشق که در آن زمان «داماسکوس» خوانده می‌شد، برد و در این شهر پرورش داد. به همین علت نام علمی این گیاه رزا داماسنا نام‌گذاری شده‌است.
خوراک

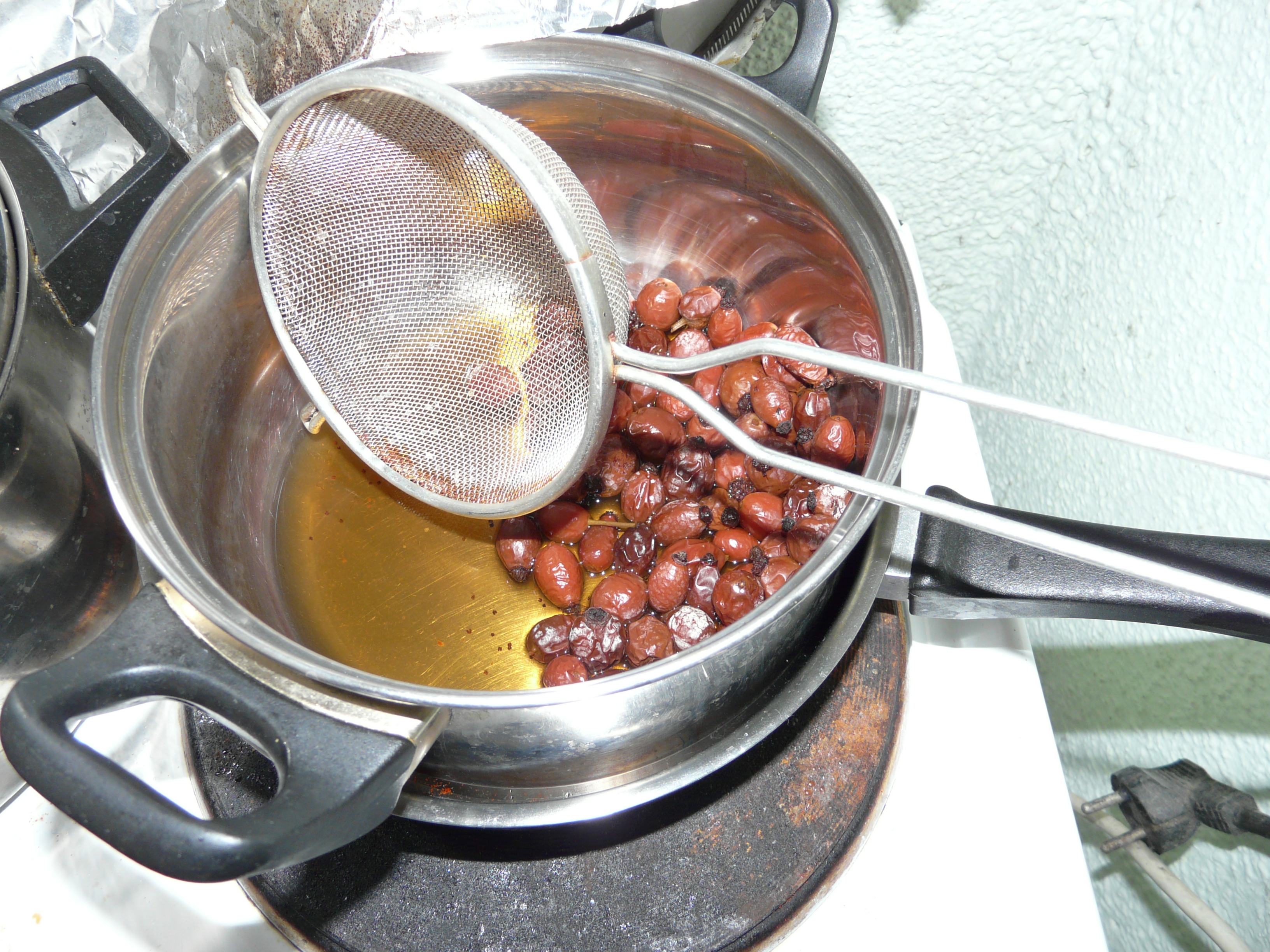
تهیهٔ چای میوهٔ گل رز یا چای رز هیپ

در ایران گلبرگ‌های رز برای تهیهٔ مربای خانگی به‌کار می‌روند. همچنین گلاب به‌طور معمول در برخی از خوراک‌های ایرانی به عنوان یکی از مواد داخل پلو و به‌خصوص در شیرینی‌جات و دسرهای ایرانی به‌کار برده می‌شود. مسقطی، یخ‌دربهشت، فرنی، شله‌زرد، کاچی و حلوا از جمله دسرهای ایرانی هستند که گلاب یکی از مواد آن را تشکیل می‌دهد. میوهٔ گل‌سرخ در طول جنگ جهانی دوم به عنوان منبعی برای تهیهٔ ویتامین سی مورد توجهٔ مردم انگلستان قرار گرفت و درست کردن شربت از میوهٔ گل‌سرخ در هنگام این جنگ در انگلستان رواج پیدا کرد. شربت میوهٔ گل‌سرخ علاوه بر اینکه ۲۰ برابر بیشتر از پرتقال حاوی ویتامین سی است دارای ویتامین آ نیز هست. چای گل‌سرخ به دو روش به‌کار بردن میوه یا گلبرگ‌های خشک شده تهیهٔ می‌شود. در جنوب کشور چین استفاده از گلبرگ‌های خشک شده در تهیهٔ چای از دوران باستان رواج داشته‌است. یکی از سوغاتی‌های استان یون‌نان که در جنوب چین واقع شده، غنچه‌های خشک شدهٔ گل‌سرخ است که برای درست کردن چای بفروش می‌رسد.
عطر

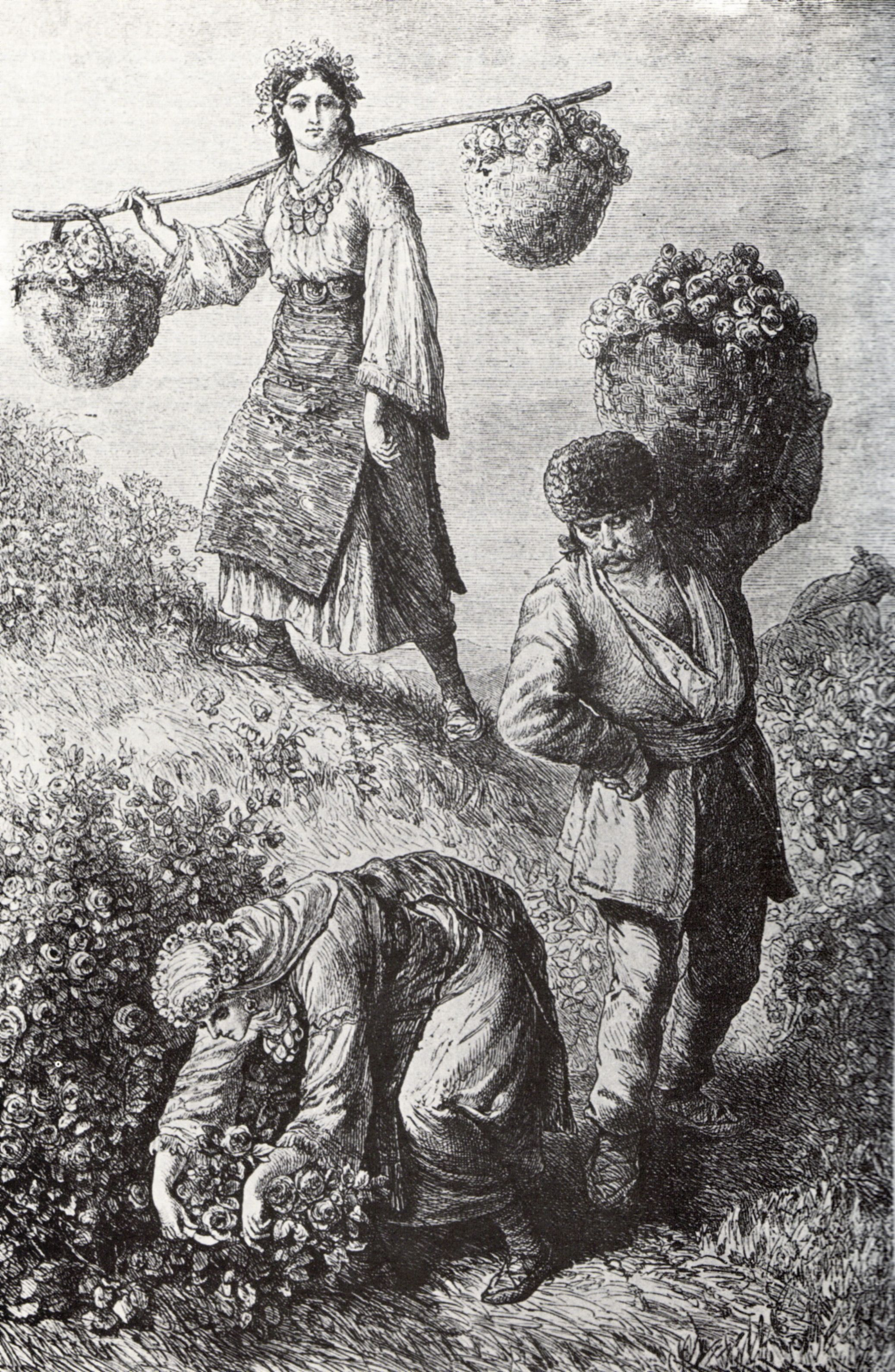
تصویری نقاشی شده در دههٔ ۱۸۷۰ از برداشت رز در دره رز در نزدیکی شهر کازانلاک در بلغارستان، این دره یکی از مراکز مهم تولید عطر گل رز در جهان است.

گل رز بر پایه عطر به ۷ گروه تقسیم می‌شود:
- عطر گل‌گلاب قدیم: در رزهای باغی قدیمی و گونه‌های طبیعی رز زیاد یافت می‌شود. نوع نمونه رز یادگار مالمزون.[پ ۳۳]
- عطر گل‌گلاب جدید: عطر آن نسبت به گل‌گلاب قدیم تندتر است. نوع نمونه رز پاپا میل‌لند.
- عطر رز چای: عطر ملایمی به مانند چای یا برگ چای دارد. نوع نمونه رز گاردن پارتی.
- عطر رز چای کامل: عطری به مانند میوه‌هایی چون سیب، زردآلو و هلو دارد. نوع نمونه رز دابل دیلایت.
- عطر رز آبی: بوی آن مخلوطی از عطر گل‌گلاب جدید و رز چای یا پوست لیمو است. نوع نمونه رز بلومون.
- عطر رز تند:[پ ۳۴] عطر آن مخلوطی از بوی گل‌گلاب قدیم و همچنین مادهٔ عطردار دیگری به نام اوژنول است. عطر ویژهٔ میخک صدپر و میخک به سبب وجود اوژنول به وجود آمده‌است. نوع نمونه رز روگوزا و رز خوشه‌ای.[۵۲]
- عطر مر:[پ ۳۵] این نوع عطر در رزهای انگلیسی زیاد دیده می‌شود و عطری به مانند رازیانه دارد. نوع نمونه رز قصر گلامیس.[۵۳][۵۴]

مرکز کشت رز در جهان برای مصرف در عطرسازی به دو گروه بزرگ تقسیم می‌شود. یک گروه فرانسه و مراکش هستند که رز سنتیفولیا محصول عمدهٔ آنهاست و گروه دیگر را دو کشورِ ترکیه و بلغارستان تشکیل می‌دهند که به‌طور عمده گل‌گلاب و ارقام آن را برای عطرسازی کشت می‌کنند. در این میان به‌خصوص دره رز در بلغارستان به عنوان یکی از بزرگ‌ترین مناطق تولیدکنندهٔ گل رز و از مراکز عمدهٔ تولید اسانس و عطر گل رز شهرت جهانی دارد.
اثرات دارویی
گیاه گل رز به سبب اثرات آرام‌بخش، ضدتشنج و ضد درد از دیرباز در طب سنتی ایران و بیشتر کشورها جایگاه خاصی داشته‌است. این گیاه با توجه به داشتن آلکالوئیدها، فلاونوئیدها و ترکیبات آلی همواره در برای کاهش فشارهای عصبی، درمان افسردگی، بی‌خوابی مزمن، آرام‌بخشی، و ترمیم‌کنندگی پوست مورد استفاده قرار گرفته‌است. عصارهٔ گل رز از گلبرگ و کاسبرگ این گل استخراج می‌شود و از راه پوست و مخاط نیز قابل جذب است. عصارهٔ آن به رنگ زرد روشن با طعم کمی شیرین و عطری نافذ است و مواد عمده و مؤثر آن شامل ۳۰ تا ۴۰ درصد گرانیول و ۲۰ تا ۳۰ درصد لینالول، ۴۰ تا ۶۰ درصد سیترونلول است. این عصاره کاهش دهندهٔ فعالیت دستگاه عصبی سمپاتیک و تقویت‌کنندهٔ دستگاه عصبی پاراسمپاتیک است.
شاخه‌بریده

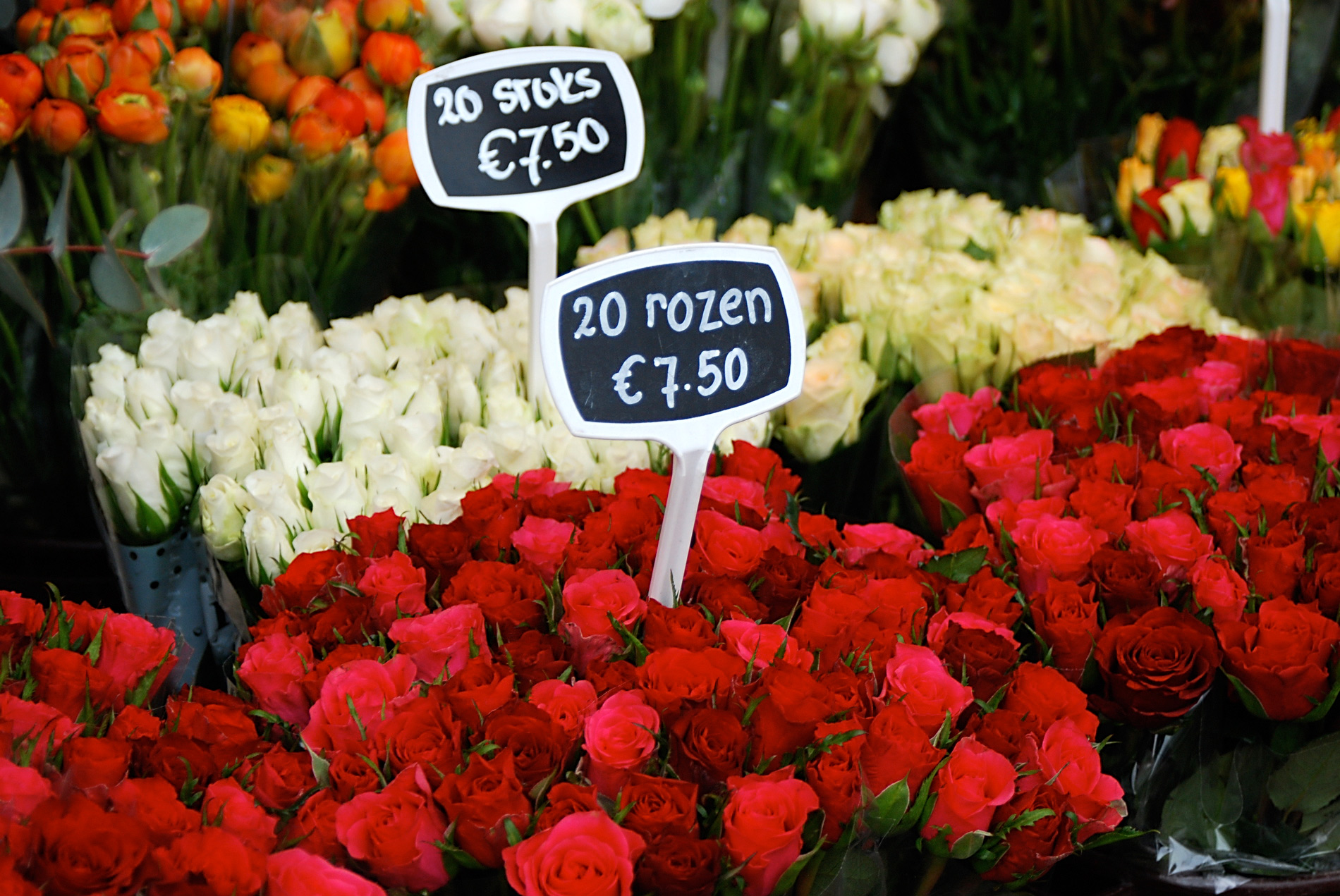
گل رز شاخه‌بریده

گل‌های شاخه‌بریدهٔ رز به ۴ دستهٔ اصلی تقسیم می‌شوند:
- رز شاخه بلند به رزهای بریدهٔ تک شاخه‌ای گفته می‌شود که طول ساقه بین ۹۰–۶۰ سانتی‌متر و قطر گل انتهای شاخه بین ۱۰–۵ سانتی‌متر است.
- رز چای به رزهای بریدهٔ دورگهٔ چای گفته می‌شود که تک‌شاخه هستند و طول ساقه بین ۵۵–۴۰ سانتی‌متر و قطر گل انتهای شاخه بین ۵–۳ سانتی‌متر است.
- رز سویت هارت یا رزهای مینیاتور کوچک‌تر از رزهای چای هستند. طول ساقه بین ۴۰–۲۰ سانتی‌متر و قطر گل انتهای شاخه بین ۲٫۵–۱٫۵ سانتی‌متر است.
- رزهای اسپری رزهایی خوشه‌ای هستند و در روی یک شاخه ۵–۴ غنچه وجود دارد.[۵۸]

در حال حاضر گل رز یکی از محبوب‌ترین گل‌های جهان است و از لحاظ میزان تولید در صدر قرار دارد. کشورهای عمدهٔ تولیدکننده رز عبارت‌اند از: ایالات متحدهٔ آمریکا، هلند، انگلستان، کلمبیا، اکوادور، کنیا، آفریقای جنوبی و هندوستان. در سال ۱۳۹۱ خورشیدی بیشترین گل شاخه‌بریدهٔ صادراتی ایران گل رز بوده‌است و گل مریم و گلایول رتبه‌های دوم و سوم را به خود اختصاص داده‌اند.

## تکثیر
محل مناسب برای کاشت جایی است که هوا در آن به خوبی جریان داشته باشد و هر روز بیش از ۵ ساعت در معرض نور خورشید باشد. تکثیر رز از طریق کاشتن بذر، برش و قلمه‌گیری انجام می‌شود.
- روش برش: زمان مناسب بین ماه خرداد تا شهریور پس از پایان گل‌دهی و ریختن گل‌هاست. طول مناسب هر یک قطعه برای برش ۱۵ سانتی‌متر است و بهتر است در هر قطعه سه ردیف برگ وجود داشته باشد. شاخه‌های بریده‌شده برای این‌که به آسانی در خاک فرو بروند، نخست با کارد برش داده و نوک‌تیز می‌شوند. پایین‌ترین ردیف برگ، قطع شده سپس برش‌ها نزدیک به یک ساعت در آب خیسانده و به درون خاک منتقل می‌شوند.
- روش پیوند
  - پیوند شاخه به رز: در این نوع پیوند یک شاخه رز انتخاب شده به درخت رز خودرویی که دارای ریشه است پیوند زده می‌شود و ساقهٔ درخت اصلی از بالای این پیوند قطع می‌شود.
  - پیوند جوانه به رز: در این روش ابتدا در پایین‌ترین قسمت ساقهٔ یک گیاه رز برشی به شکل حرف انگلیسی T با کارد ایجاد می‌شود بدین ترتیب که عرض برش در بالا ۷ میلی‌متر و برش طولی آن ۲ سانتی‌متر باشد. یک جوانه نیز به همراه قسمتی از پوست ساقه، از درخت پیونددهنده بریده می‌شود سپس این قسمت بریده شده در داخل همان ناحیهٔ برش داده شده در ساقهٔ درخت پیوندشونده قرار می‌گیرد و با نوار به هم متصل می‌شوند.[۶۳]

## بیماری‌ها و آفت‌ها
گل رز از نظر آسیب دیدن در اثر بیماری و همچنین آفات بسیار مساعد است. اما با فراهم کردن محیط مناسب و همچنین سمپاشی مناسب و زودهنگام می‌توان با این عوامل مقابله کرد.

### بیماری‌ها

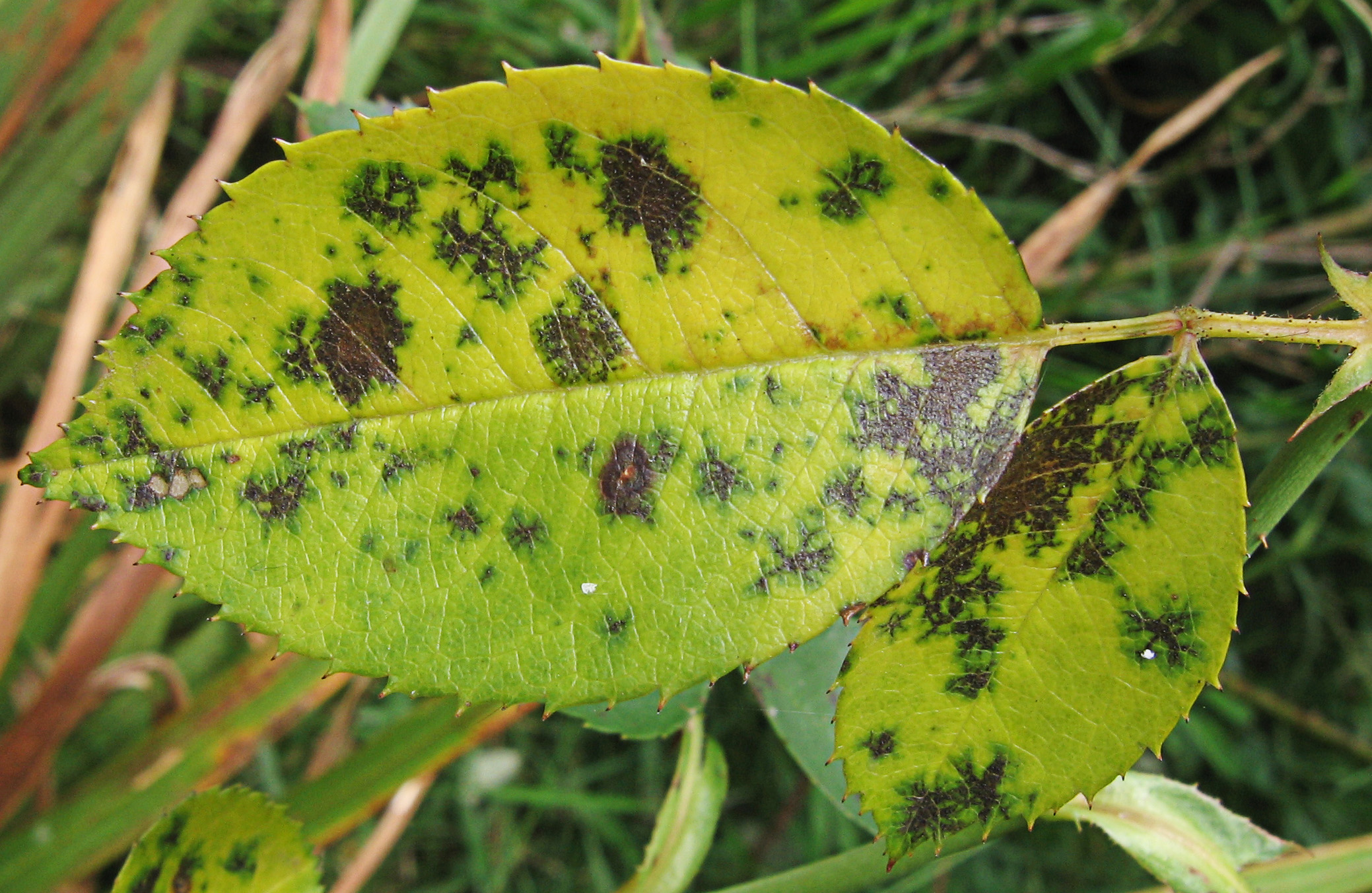
لکه سیاه رز

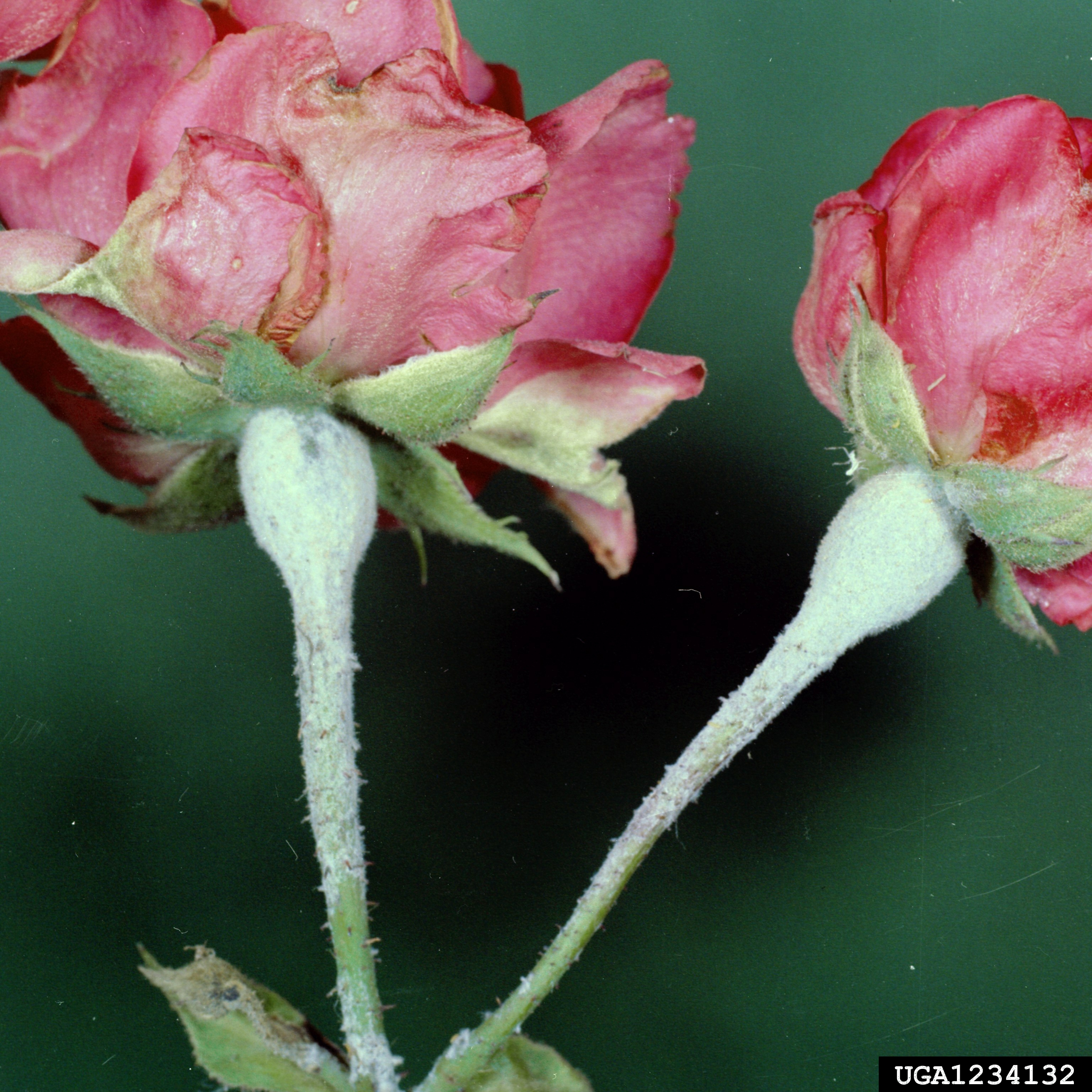
سفیدک سطحی رز

برخی از انواع بیماری‌های شایع گل رز عبارت‌اند از:
- لکه سیاه رز: نوعی بیماری قارچی و یکی از رایج‌ترین بیماری‌های گل رز است. این بیماری ابتدا به صورت لکه‌های سیاه کوچک بر روی برگ نمایان می‌شود پس از مدتی اطراف این لکه‌های به رنگ زرد درآمده و سبب ریزش برگ می‌شود. برای جلوگیری از گسترش بیماری باید برگ‌های بیمار چیده شده و همچنین برگ‌های ریخته شده از زیر بوته نیز جمع‌آوری شوند.[۶۵]
- سفیدک پودری رز: سفیدک پودری رز به همراه لکه سیاه رز به عنوان رایج‌ترین بیماری‌های گل رز شناخته می‌شوند. در اثر مبتلا شدن، برگ و سایر قسمت‌های گیاه با پوشش پودری سفید رنگی پوشانده می‌شود. در صورت بیماری شدید، گیاهان ممکن است کوتاه شده، و برگ‌ها پیچ خورده و سپس خشک شده بریزند. در موارد بسیار نادر ممکن است گیاه در نتیجه عفونت خشک شود.[۶۶]
- زنگ رز: یک نوع بیماری قارچی است که در اثر آن دانه‌های نارنجی رنگی در پشت برگ‌ها ظاهر می‌شود و به مرور زمان به سیاه تغییر رنگ می‌دهد.[۶۷]
- کپک خاکستری: در ابتدای بیماری بر روی گلبرگ لکه‌های قرمز رنگ پدیدار می‌شود سپس بر روی ساقه یا گل کپک خاکستری رنگی شروع به رشد می‌کند در آخر کپک به رنگ قهوه‌ای تغییر رنگ داده باعث پوسیدگی گل می‌شود.[۶۸]
- گال طوقه: عامل بیماری در درون خاک وجود دارد و از طریق زخم ریشه وارد می‌شود.[۶۹]

### آفت‌ها

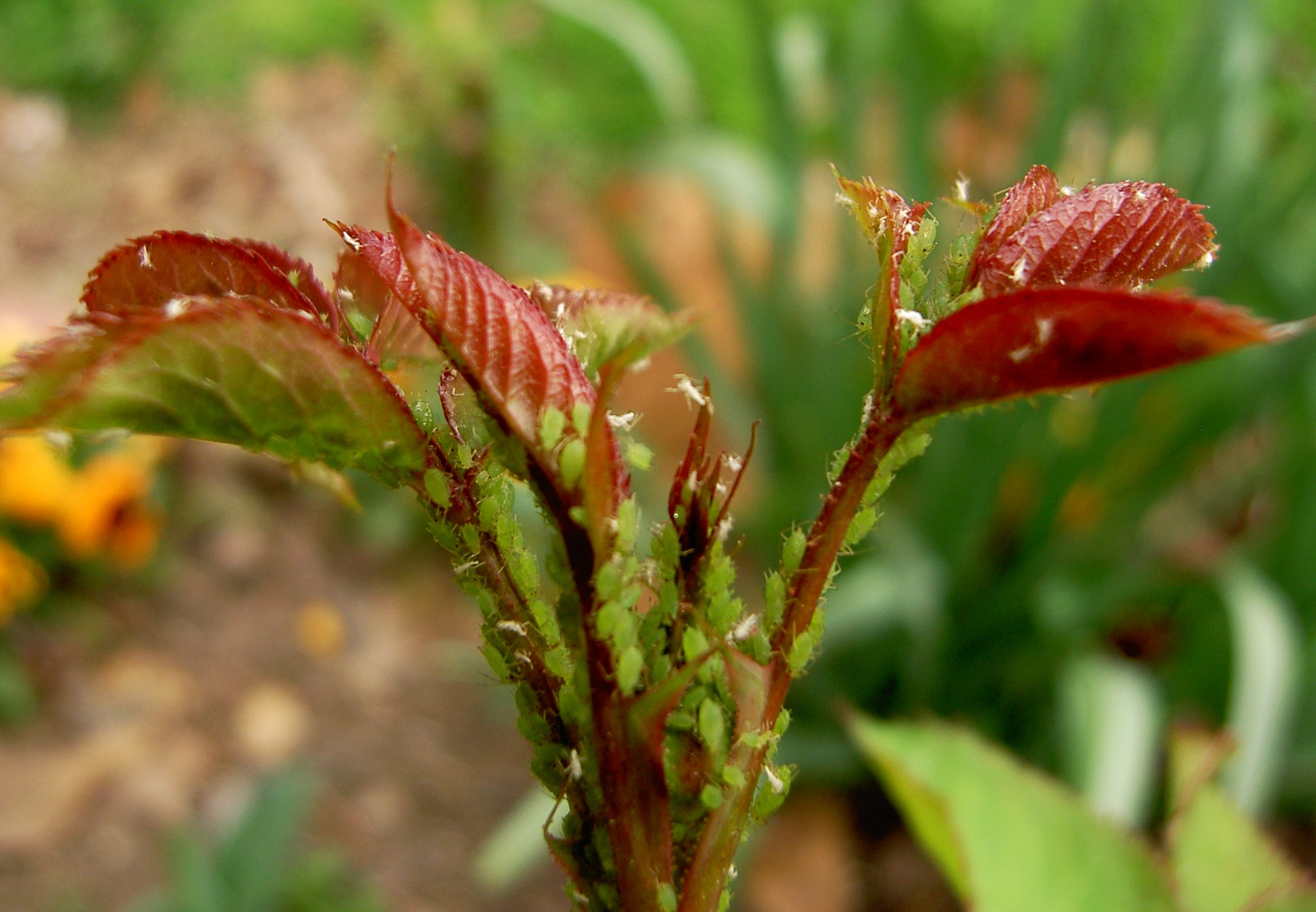
شته گل‌سرخ

آفت‌ها را بر پایهٔ نحوهٔ تغذیه و اندام گیاهی مورد تغذیه به چهار گروه می‌توان تقسیم کرد:
1. گروه آفات مکندهٔ شیرهٔ گیاهی: این گروه در قسمت بالا و زیر برگ و غنچه، ساقه و جوانه‌های گیاه فعالیت می‌کنند و هنگامی که شمار آن‌ها بسیار زیاد باشد با مکیدن شیرهٔ گیاه مانع از رشد گیاه خواهند شد. حشرهٔ نمونه، شته گل‌سرخ است که مهم‌ترین آفت رز به‌شمار می‌آید.
2. گروه آفات برگ‌خوار: حشرات این گروه در مرحلهٔ لاروی و بلوغ در روی برگ‌ها و جوانه‌ها خساراتی ایجاد می‌کنند. حشرهٔ نمونه، زنبور برگ‌خوار رز.
3. گروه آفات گل‌خوار: در این گروه گونه‌های متفاوتی وجود دارد که با تغذیه از قسمت‌های مختلف گل باعث بدشکلی و کاهش کیفیت گل خواهند شد. حشرهٔ نمونه، سوسک سبز گل‌سرخ.

۴. گروه آفات چوب‌خوار: این گروه بر روی ساقه، ریشه و شاخه‌های گل رز فعال هستند. حشرهٔ نمونه، کرم سفید ریشه.

## تاریخچه

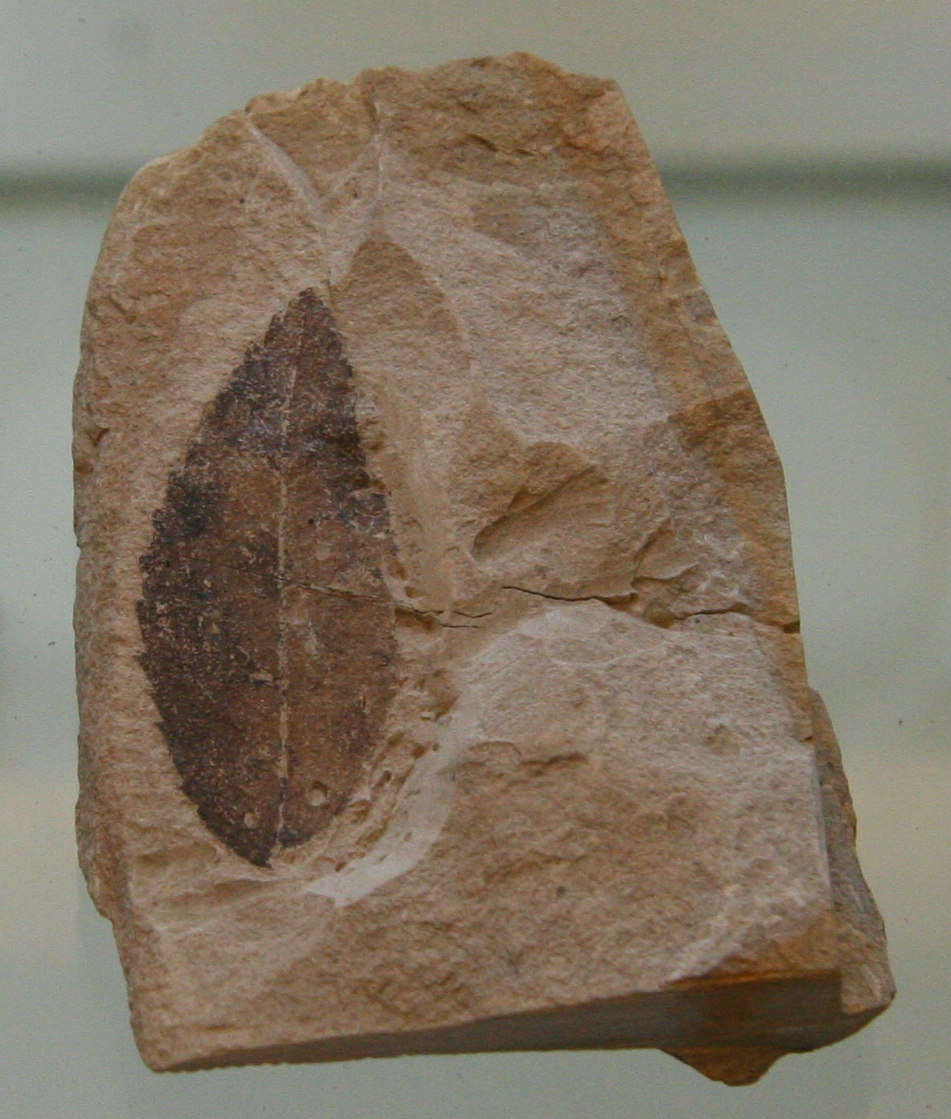
سنگوارهٔ برگ رز

بر پایهٔ نظریه‌ها رز نزدیک به ۷۰ میلیون سال قدمت دارد. قدیمی‌ترین سنگواره رز نزدیک به ۷۰–۳۵ میلیون سال قدمت دارد و در ایالت کلرادو در آمریکا کشف شده‌است. کاشت رز در کشورهای خاورمیانه برای مصارف دارویی و همین‌طور به برای مصرف عطر آغاز شد سپس کاشت آن در یونان و روم نیز گسترش یافت.
به نظر می‌رسد که در دوران لوئی چهاردهم تنها ۴ گروه رز قدیمی به نام‌های داماسک، گالیکا، آلبا و سنتیفولیا (رز کلمی) در اروپا موجود بوده‌است. در سده هیجدهم در فرانسه نیز تحت تأثیر انگلستان باغبانی در بین طبقات اشراف رواج پیدا کرده بود. در این دوران کاشت رز جای گل سوسن و لاله را گرفته بود و رز بود که گلی اشرافی دانسته می‌شد. به‌خصوص در کشور فرانسه در زمان سلطنت ناپلئون بناپارت (۱۸۲۱–۱۷۶۹) تب علاقه به رز بالا گرفت. همسر او ژوزفین (۱۸۱۴–۱۷۶۳) علاقه بسیاری به جمع‌آوری گیاهان نادر و رز داشت. ژوزفین ابتدا ۲۵۰ نوع رز را از کشورهای گوناگون اروپایی و غیراروپایی مانند چین و ژاپن در باغ رز کاخ مالمزون جمع‌آوری کرد. سپس بهترین باغبانان و گیاه‌شناسان را در این باغ به کار گمارد و آنها در سال ۱۸۰۴ برای نخستین بار موفق شدند توسط لقاح مصنوعی گونه‌های تازه‌ای از رز را ایجاد کنند. شمار گونه‌های جدید ایجاد شده در این باغ در میانه سده نوزدهم از ۲۵۶۲ نوع فراتر رفت. او همچنین از نقاش معروف گیاهان پی‌یر ژوزف ردوته خواست گل‌های رز باغ مالمزون را برای مصور ساختن اطلس رز به تصویر بکشد. به علت خدمات بسیار ژوزفین در رونق بخشیدن به کاشت و شناساندن گل رز به او لقب حافظ رز اهدا شده‌است.
نخستین رز دورگه چای یعنی رز لا فرانس در سال ۱۸۶۷ به وجود آمد و با وجود امتیازات فراوانی که داشت فاقد قدرت میوه‌دهندگی بود. نخستین رز دورگهٔ چای که توانایی باروری و میوه‌دهندگی را داشت رز لیدی ماری فیتز ویلیام نام دارد. این رز در سال ۱۸۸۲ و در کشور انگلستان به وجود آمد.

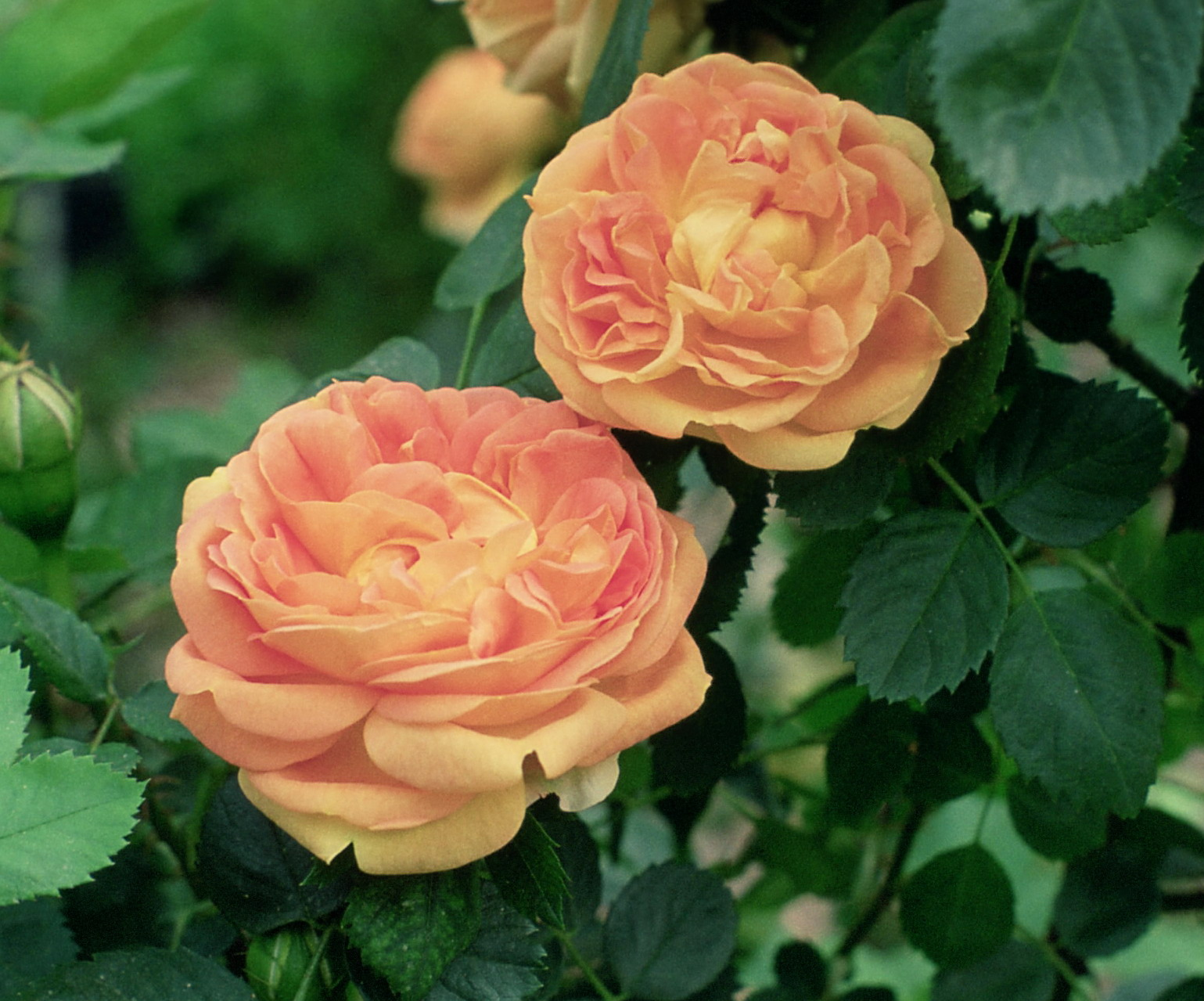
تصویر نخستین رقم رز دورگهٔ چای زرد رنگ به نام رز آفتاب طلایی (رز سولیل دِ اور)

رز زرد رنگ از انواعی است که یافت نوع خودروی آن تنها به خاورمیانه و چین منحصر شده‌است به همین سبب تا سده نوزدهم با وجود به‌کارگیری انواع گوناگون رز در صنعت باغبانی هنوز از به‌کارگیری رز زرد خودرو اثری دیده نمی‌شود. یکی از والدهای رزهای زرد رنگ امروزی یکی از گونه‌های رز به نام رز زرد ایرانی است که در کشورهای ایران و عراق یافت می‌شود. یک پرورش دهندهٔ رز فرانسوی به نام ژوزف پرنت-داچر (۱۹۲۸–۱۸۵۹) نخستین رز زرد رنگ دورگهٔ چای را در سال ۱۹۰۰ میلادی به نام رز آفتاب طلایی به جهان معرفی کرد البته رنگ رز آفتاب طلایی هنوز با رنگ زرد خالص تفاوت داشت. بالاخره در سال ۱۹۲۰ میلادی، پس از ۴۷ سال پژوهش ژوزف پرنت-داچر توانست رز دورگهٔ چایِ چهارفصلی به نام رز یادگار کلادیوس پرنت را به وجود بیاورد که از نظر رنگ شباهت زیادی با رز زرد ایرانی دارد.

## در فرهنگ
گل رز از نظر کثرت قرار گرفتن در جایگاه گل ملی مقام نخست را دارد و در ۱۰ کشور آمریکا، انگلستان، ایتالیا، ایران، رومانی، عراق، عربستان سعودی، مراکش، لوکزامبورگ، بلغارستان به عنوان گل ملی انتخاب شده‌است.
در ایران در نشستی که در ۲۲ آبان ۱۳۷۴ خورشیدی با حضور ریاست انجمن باغبانی ایران و شماری از استادان دانشگاه‌های ایران برگزار شد گل‌سرخ محمدی به عنوان گل ملی کشور تأیید و برگزیده شد.
در دوره‌هایی از زمان برخی از گل‌ها به علت این‌که مورد علاقهٔ شاه یا خاندان سلطنتی یک کشور بودند به عنوان گل ملی انتخاب شدند. از جملهٔ این گل‌ها انتخاب رز نماد خاندان سلطنتی کنونی انگستان است. انتخاب این گل به عنوان گل ملی به زمان جنگ‌های داخلی انگلستان به نام جنگ رزها برمی‌گردد. جنگ رزها در نیمهٔ دوم سدهٔ پانزدهم در فاصلهٔ سال‌های ۱۴۵۵ تا ۱۴۸۵ بین دو خاندان قدرتمند لانکاستر با نشان «گل سرخ» و یورک با نشان «رز سفید» و طرفدارانشان در انگلستان درگرفت. سرانجام خاندان لانکاستر در ۱۴۸۵ موفق به شکست دادن خاندان یورک شدند. رز هم‌اکنون نیز گل ملی کشور انگلستان به‌شمار می‌آیند.

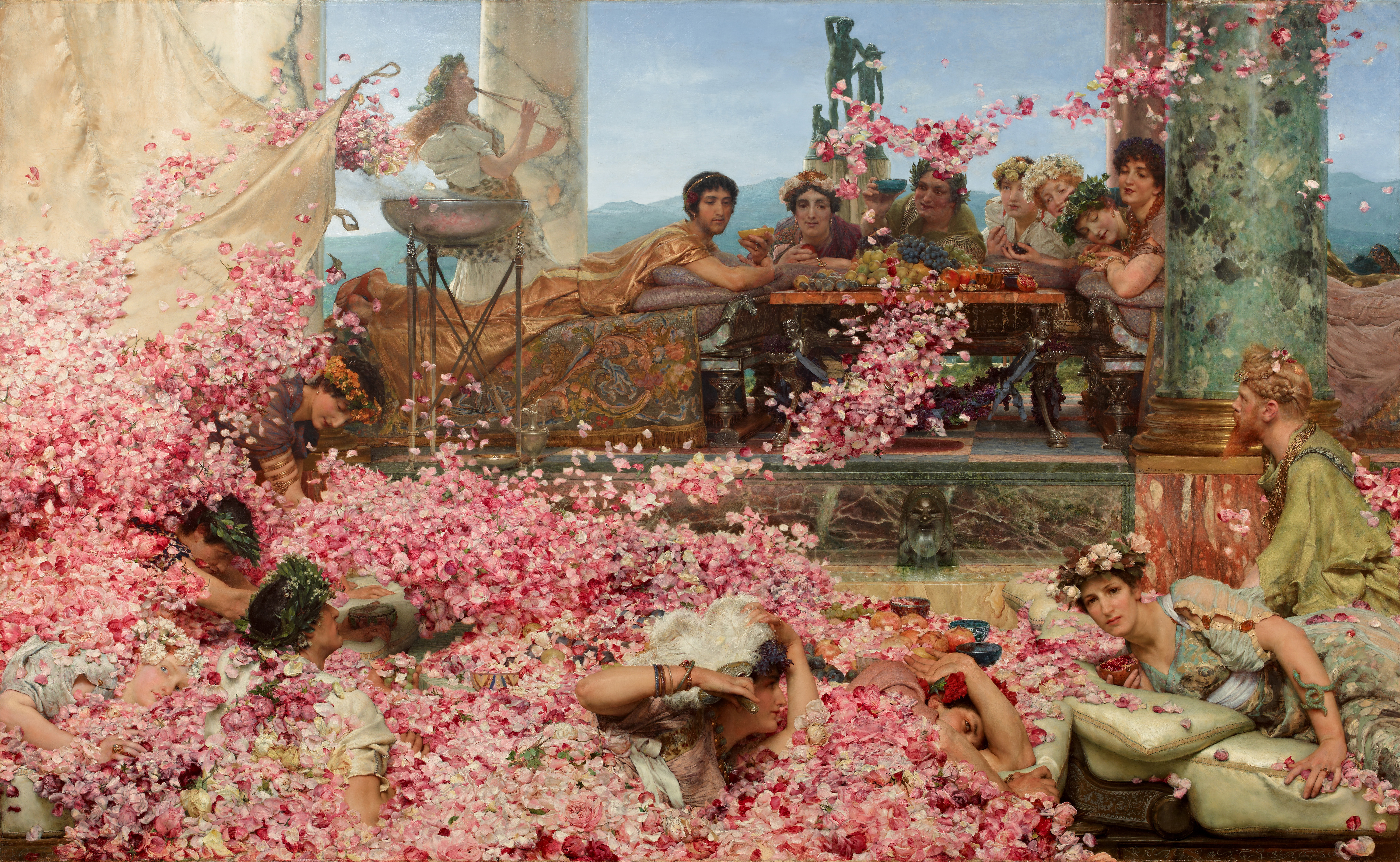
نقاشی‌ای به نام رزهای هلیوگابال اثر لاورنس آلما-تادما که در آن هلیوگابال امپراتور روم از (۲۲۲ –۲۱۸ میلادی) و به‌کار بردن رز در ضیافت‌های درباری به تصویر کشیده شده‌است.

سافو از شاعران یونانی سده هفتم پیش از میلاد در شعری رز را به عنوان ملکهٔ گل‌ها توصیف کرده‌است. به نظر می‌رسد که در عهد باستان بیشتر به منظور لذت بردن از عطر گل این گیاه پرورش داده می‌شده‌است. گفته شده‌است که آخرین فرعونِ دودمان بطلمیوسی، ملکه کلئوپاترا (۳۰–۶۹ پیش از میلاد) به رز بسیار علاقه‌مند بوده و از این گل به عنوان عطر استفاده می‌کرده‌است. در اساطیر یونانی آمده‌است که گل رز در ابتدا سفید بوده‌است اما روزی آفرودیت بر اثر شنیدن خبر جراحت دوست قدیم خود آدونیس به کمک او شتافت و در راه خاری به پای او فرورفت و خون از پای او جاری شد و گل‌های رز به رنگ سرخ درآمد. همچنان آمده‌است که به تعداد قطرات خونی که از آفرودیت جاری شد آدونیس اشک ریخت و از هر قطره اشک او یک گل سرخ به وجود آمد. نرون امپراتور روم (زمان فرمانروایی ۵۴ تا ۶۸ میلادی) به گل رز علاقه بسیاری داشته‌است و در ضیافت‌های خود دستور می‌داده‌است که از سقف گلبرگ‌های رز یا آب با عطر گل را به روی مهمانان بپاشند. گفته می‌شود که هزینهٔ مصرف رز در طول یک ضیافت به نرخ کنونی به ۱۰۰٬۰۰۰ دلار بالغ می‌شده‌است. در این زمان رز سمبل تجمل بوده‌است. در اروپای قرون وسطا و از زمان از بین رفتن امپراتوری روم غربی در سال ۴۷۶ میلادی تا پیش از دوران رنسانس (آغاز دوران حدود ۱۳۰۰ میلادی) عطر رز توسط کلیسا از نظر مذهبی ناپسند قلمداد شد و کشت این گل بجز به هدف مصرف دارویی ممنوع بوده‌است. گل رز در هنگام جنگ‌های صلیبی (بین سال‌های ۱۰۹۵ تا ۱۲۹۱) توسط ارتش صلیبی از خاورمیانه به اروپا برده شد.
در کشورهای شرقی همواره کشت رز و استفاده از عطر آن بسیار مورد علاقهٔ مردم بوده‌است. در گاه‌شمار ایران باستان، روز نوزدهم هر ماه فروردین نام داشته‌است. در روز فروردین از ماه اسفند جشنی در ایران برگزار می‌شده‌است به نام نوروز انهار که مردمان در این روز به دشت و دمن، به ویژه کنار رودها و چشمه‌ها رفته و طی مراسمی عطر و گلاب در آب‌ها می‌افشاندند. در تاریخ بیهقی از جشن دیگری به نام جشن گل‌افشانی یاد شده‌است که ظاهراً در روز به‌خصوصی برگزار می‌شده‌است و مردم در فصل گل سرخ بر سر یکدیگر گل می‌افشاندند. امروزه از رسم‌های باقی‌مانده در ارتباط با گل سرخ یکی آیین گل‌غلتان است که در مناطق مختلف شهرستان دامغان در نخستین بهار از زندگی نوزاد برگزار می‌شود. زمان انجام این آیین از هنگام تولد تا یک سالگی نوزاد است و در باور و عقاید اهالی منطقه غلتانیدن بدن نوزاد در میان برگ‌های گل محمدی سبب حفظ طراوت و شادابی او و دور ماندن از بیماری‌های مختلف می‌شود. آئین سنتی گل‌غلتان در فهرست آثار معنوی (ناملموس) کشور ثبت شده‌است.
در داستان هزار و یک شب و همین‌طور رباعیات عمر خیام (نزدیک به ۱۱۰۰ سال پیش) از این گل یاد شده‌است. در شاهنامه فردوسی لفظ گل منحصراً به گل سرخ تعلق دارد و برگ گل نیز به معنای برگ گل سرخ یا گلبرگ گل سرخ یا خود گل سرخ است و بدین ترتیب آمدن لفظ برگ پیش از نام گل‌های دیگر نیز به معنای گلبرگ آن گل یا خود آن گل است. در بیت نخست شعر زیر، برگ گل به معنای گل سرخ و در بیت دوم برگ گلنار به معنای گلِ انار است.
| همه بوستان زیر برگ گلست      |  | همه کوه پُر لاله و سنبلست   |
| بگفت این و باد از جگر برکشید |  | شد آن برگ گلنار چون شنبلید |
|                              |  | فردوسی                     |

### نماد

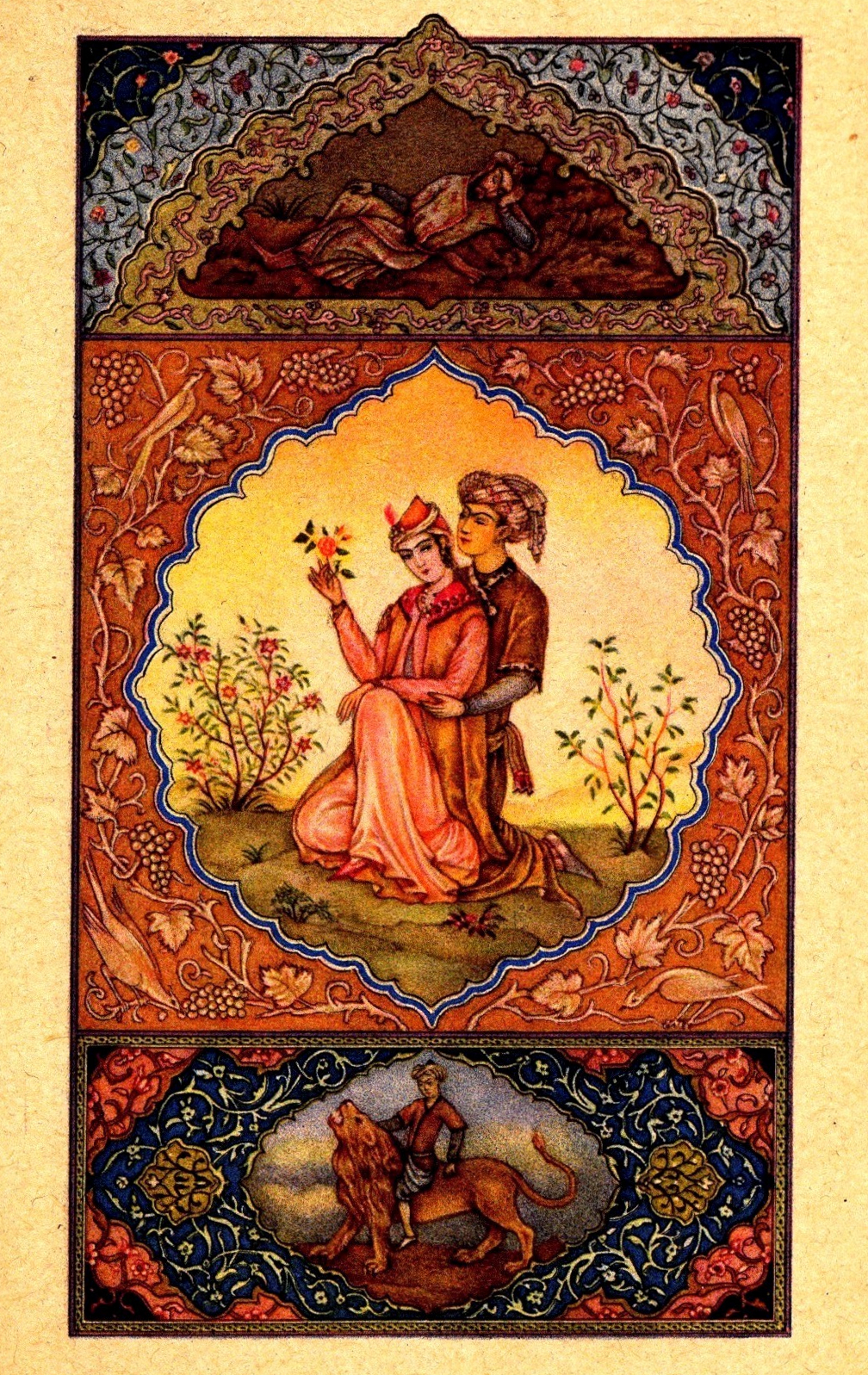
مینیاتوری از گلستان سعدی که در آن گل سرخ به تصویر کشیده شده‌است.

رز در فرهنگ‌های گوناگون تاریخچهٔ مدیدی از نمادگرایی و مفهوم دارد. در هند رز به ویشنو پیشکش شده‌است. در یونان و روم رز را با الههٔ عشق آفرودیت و ونوس برابر می‌داشتند و به‌خاطر ارتباط با الههٔ آفرودیت و ایز معمولاً مقدس دانسته می‌شد. در روم باستان بر روی درِ اتاقی که موضوعات محرمانه مورد بحث قرار می‌گرفت، عبارت «Sub rosa» را قرار می‌دادند. امروزه Subrosa در زبان انگلیسی به معنای مخفی کردن راز است که سابقهٔ آن به همین عمل رومیان بازمی‌گردد. بعدها در اروپای قرون وسطی رز به نمادی از عشق شهوانی تبدیل شد. این گل در دوران رنسانس بار دیگر مورد علاقه و توجه اروپاییان قرار گرفت. مسیحیان رز قرمز شکفته شده را به نشانهٔ مادر و رز سفید را به نشانهٔ بکارت و پاکی می‌دانستند به همین سبب این سمبل‌ها به مریم مقدس پیوند داده شد و مسیحیان او را با لقب رز مقدس یا رز بی‌خار می‌خواندند. امروزه در زبان گل‌ها رز بر پایه رنگ دارای معانی متفاوتی است. رز قرمز به معنای عشق، رز زرد به معنای حسادت، رز صورتی به معنی رضایت همچنین احساس عمیق و فراموش نشدنی و رز سفید به معنی پاکی، خلوص، طهارت همچنین به معنای این است که من برای تو مناسب هستم.
در کشورهای اسلامی رز یکی از گل‌های بهشت و گلی مقدس به‌شمار می‌آید. هر ساله کعبه در شهر مکه، یکبار اول شعبان و بار دیگر هم اول ذیحجه با گلاب مخصوص که هر ساله از ایران تهیه می‌شود، همراه با آب زمزم شسته داده می‌شود.
در ایران
در فرهنگ ایرانی گل رز ارزش بسیاری داشته‌است. در فرهنگ ایرانی-اسلامی نیز چنان ارجمند است که نوعی قداست مذهبی پیدا کرده‌است. «می‌گویند هرگاه محمد پیامبر اسلام گل سرخی می‌دیدند، آن را می‌بوسیدند و بر چشمان خود می‌نهادند و می‌فرمودند: این گل نشانه‌ای از جمال الهی است.» گل سرخ در ادبیات صوفیانه نیز مقام بسیار بالایی دارد. صوفیه به گل سرخ رنگ تقدس زده‌است و آن را نماد کامل جمالِ الهی می‌داند.
گل به معنای ورد یا گل سرخ در شعرهای سعدی به عنوان پیام‌آور بهار و نماد خرمی و نشاط، نماد خداوند و کمال مطلق و همچنین از نظر حکمت نمودی از ناپایداری انسان در گسترهٔ خاک است. اردات و عشق سعدی به گل سرخ تا بدان حد است که نام کتاب ارزشمند خود گلستان را، از گل گرفته‌است. ارزش گل نزد سعدی به‌خصوص در شعری نمایان است که در آن گِل که نماد فرو مایگی است در اثر هم‌نشینی با گُل قدر و تعالی پیدا می‌کند. در این شعر شاعر از نماد گِل و گُل بهره برده و تلاشش بر این است انسان را به انتخاب هم‌نشین نیک ترغیب نماید.
| گِلی خوش‌بوی در حمام روزی    |  | رسید از دست محبوبی به دستم  |
| بدو گفتم که مُشکی یا عبیری؟ |  | که از بوی دلاویز تو مستم    |
| بگفتا، من گِلی ناچیز بودم   |  | ولیکن مدتی با گُل نشستم      |
| کمال هم‌نشین درمن اثر کرد   |  | وگرنه، من همان خاکم که هستم |
|                            |  | سعدی                        |

در نگرش سعدی رگه‌هایی از اندیشهٔ خیام بچشم می‌خورد و در شعرهای او نیز بین انسان و گیاه و خاک ارتباط ناگسستنی دیده می‌شود. سعدی تداوم حیات زیبارویان را در گل سرخ می‌جوید. او مفهوم گیاه‌زایی را آگاهانه و با توجه به داستان سیاوش و روییدن گیاه به جای خون به ناحق ریخته او چنین در شعرش بازگو می‌کند:
| عجب نیست بر خاک اگر گُل شکفت |  | که چندین گل‌اندام در خاک خفت |
|                             |  | سعدی                        |

در بسیاری از داستان‌ها و غزل‌های شاعران ایران وصف گل‌وبلبل به چشم می‌خورد و تحت تأثیر همین نغمه‌سرایی‌ها برخی از خارجیان ایران را کشور گل و بلبل خوانده‌اند. در ادبیات فارسی گل‌وبلبل همتراز معشوق و عاشق هستند، گل رز زیبا، مغرور، و اغلب بی‌رحم (به سبب داشتن خار) است و بلبل بی‌وقفه آواز می‌خواند و از اشتیاق و ارادت خود نسبت به گل می‌گویند. در شعر عرفانی، حسرت بلبل نسبت به گل رز به عنوان یک استعاره حکایت از اشتیاق روح برای پیوستن به خدا را دارد.

## هنر
طرح قالی ایرانی

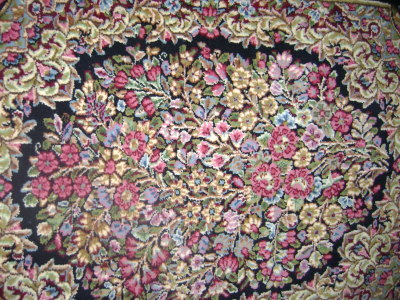
گل رز در فرشی بافته شده در شهر راور در استان کرمان

یکی از طرح‌های قالی ایران به نام گل فرنگ نامیده می‌شود. طرح گل فرنگ ترکیبی است از طرح‌های اصیل ایرانی و گل‌های طبیعی به ویژه طرح گل سرخ. در این طرح از رنگ‌های روشن و تندی به ویژه از رنگ‌های زرد و آبی و سرخ استفاده می‌شود. انواع طرح‌های گل فرنگ عبارتند از گل سرخی (لچک ترنج)، گل فرنگ بیجار، گل فرنگ مستوفی، گل فرنگ ترنج‌دار، گل فرنگ دسته گل، گل فرنگ گل‌وبلبل و گل فرنگ افشان.
طرح گل‌وبلبل
طرح گل رز و بلبل، در دوران صفوی (۱۷۲۲–۱۵۰۱) و قاجار (۱۹۲۵–۱۷۸۵) موضوع اصلی به‌کار رفته در مجموعه‌های تزئینی است و از این طرح برای زیباسازی انواع گوناگون اشیاء، مانند سرامیک، چوب، لباس‌های فاخر شاهانه و نسخه‌های خطی استفاده شده‌است.
نخستین اطلس رز
پیر جوزف ردوته تقاش بلژیکی پس از انقلاب فرانسه به خواست ژوزفین همسر ناپلئون بناپارت، کار تهیهٔ اطلس رز را آغاز کرد. ژوزفین پیش از به پایان رسیدن اطلس در سال ۱۸۱۴ درگذشت و پیر جوزف ردوته پس از مرگ او چندین سال به خرج شخصی خود کار به پایان رساندن اطلس رز را ادامه داد. در این اطلس ۱۶۹ نوع رز توسط این نقاش به تصویر کشیده شده‌است. این اطلس که برای نخستین بار در ۳۰ قسمت بین سال‌های ۱۸۱۷ تا ۱۸۲۱ به چاپ رسیده‌است تا امروز به عنوان برجسته‌ترین اثر در تاریخ هنر گیاهی شهرت دارد.
نقاشی

زایش ونوس

از نقاشی‌های مشهوری که در آن رز به تصویر درآمده‌است، زایش ونوس اثر ساندرو بوتیچلی نقاش اهل فلورانس است. این نقاشی در دوران رنسانس و در سال ۱۴۸۴ میلادی کشیده شده‌است. همچنین هنری فانتین لاتور نقاش امپرسیونیست فرانسوی، از نقاشانی است که گل رز را به عنوان سوژهٔ برخی از نقاشی‌های خود برگزیده‌است.

## واژه‌نامه
1. ↑  Rosa
2. ↑  Hulthemia
3. ↑  Hesperrhodos
4. ↑  Platyrhodon
5. ↑  Pimpinellifoliae
6. ↑  Gallicanae
7. ↑  Caninae
8. ↑  Carolinae
9. ↑  Rosa
10. ↑  Synstylae
11. ↑  Chinensis
12. ↑  Banksianae
13. ↑  Laevigatae
14. ↑  Bracteatae
15. ↑  Prickles
16. ↑  Rosa Damask علامت اختصاری D
17. ↑  Rosa Gallica علامت اختصاری G
18. ↑  Rosa Alba علامت اختصاری A
19. ↑  Rosa Centifolia علامت اختصاری C
20. ↑  Rosa Moss علامت اختصاری M
21. ↑  Rosa China علامت اختصاری Ch
22. ↑  Rosa Tea علامت اختصاری T
23. ↑  Rosa H.Perpetual علامت اختصاری HP
24. ↑  Rosa Bourbon علامت اختصاری B
25. ↑  Rosa eglanteria یا Rosa rubiginosa علامت اختصاری E
26. ↑  Rosa Portland علامت اختصاری P
27. ↑  (Rosa Hybrid Tea) علامت اختصاری HT
28. ↑  (Rosa Floribunda) علامت اختصاری Fl
29. ↑  (Rosa Miniature) علامت اختصاری Min
30. ↑  (climbing roses) علامت اختصاری Cl
31. ↑  (shrub roses)/(Modern Shrub roses) علامت اختصاری S/MS
32. ↑  Aromatherapy
33. ↑  souvenir de la malmaison rose/Queen of Beauty
34. ↑  Spicy
35. ↑  Myrrh
36. ↑  Rosa Soleil d'Or
37. ↑  Rosa 'Souvenir de Claudius Pernet'

### تلفظ
1. ↑  رز سولیل دِ اور
2. ↑  رز سوونیر دِ کلادیوس پرنت